# Крупнейшие членистоногие
Крупне́йшие членистоно́гие в современную эпоху достигают размеров в десятки сантиметров и массы в нескольких десятков килограммов; в некоторых случаях их конечности имеют 1—3 метра в длину, но эти значения далеки от размеров и массы крупнейших представителей хордовых и моллюсков. Ниже представлен список современных членистоногих, обитавших и обитающих на Земле в голоцене, которые обладают максимальными значениями в своих отрядах по таким параметрам, как длина, масса, размах крыльев и т. п.

## Факторы, ограничивающие размеры членистоногих
Хитиновый экзоскелет членистоногих не только повышает механическую прочность, но и является своеобразной броней, защищающей внутренние органы от повреждений. Тем не менее, подобная конструкция тела ограничена определёнными размерами, так как с увеличением размеров тела пропорционально возрастает и его вес. Следовательно, крупным членистоногим приходится затрачивать гораздо больше энергии для поддержания веса собственного тела и на его перемещение, чем мелким. В то же время обитающим в воде членистоногим проще поддерживать свой вес и они достигают больших размеров, чем наземные собратья.
По мере увеличения размера происходит снижение отношения площади поверхности к объёму. Размеры экзоскелета непосредственно зависят от площади поверхности, а масса членистоногих зависит от объёма. Членистоногое размером со слона было бы неспособно поддерживать свой собственный вес, либо же его экзоскелет должен был быть настолько массивным, что животное не смогло бы передвигаться. Второе важное ограничение размеров членистоногих связано со строением дыхательной системы и механизмом дыхания, который осуществляется путём диффузии кислорода трахеями. Данное правило применимо в первую очередь для насекомых и части паукообразных. Ракообразные дышат жабрами, а некоторые паукообразные — лёгкими, и в этом случае максимальный размер животного несколько меньше зависит от строения дыхательной системы.
Также при имеющейся открытой кровеносной системе и отсутствии разветвлённой системы органов, несущих кровь, данная система способна адекватно обеспечивать снабжение питательными веществами и удаление продуктов обмена только из небольших по размеру органов, обладающих относительно большой поверхностью, через которую может легко происходить диффузия. С увеличением размеров возможности такой диффузии снижаются.
Таким образом, ограничение максимальных размеров членистоногих связано не только с экзоскелетом, но и со строением и особенностями функционирования дыхательной системы и системы кровообращения. Больше определённого размера данные системы органов не способны работать эффективно.

## Ракообразные

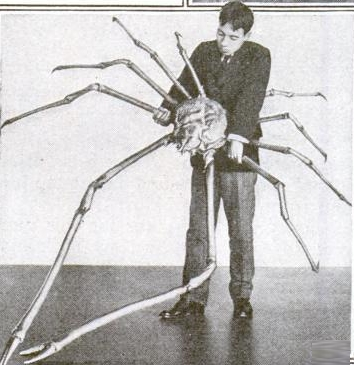
Человек держит японского краба-паука

Крупнейшим представителем класса ракообразных и всех членистоногих является японский краб-паук (лат. Macrocheira kaempferi). Крупные особи достигают 45 см длины карапакса и 3 м в размахе первой пары ног.
Отдельные особи американского омара (Homarus americanus) могут достигать длины более 90 см и массы до 20—22 кг. Крупнейший экземпляр данного вида, пойманный возле побережья Новой Шотландии, достигал длины 107 см при массе 20,1 кг.
Пальмовый вор — вид десятиногих раков из надсемейства раков-отшельников — является одним из самых крупных наземных членистоногих: длина тела может достигать 40 см, масса — 4 кг, а размах первой пары ног до 1 метра.
Крупнейшим из пресноводных десятиногих раков является Astacopsis gouldi, эндемик Тасмании, массой в среднем 2—3 кг.

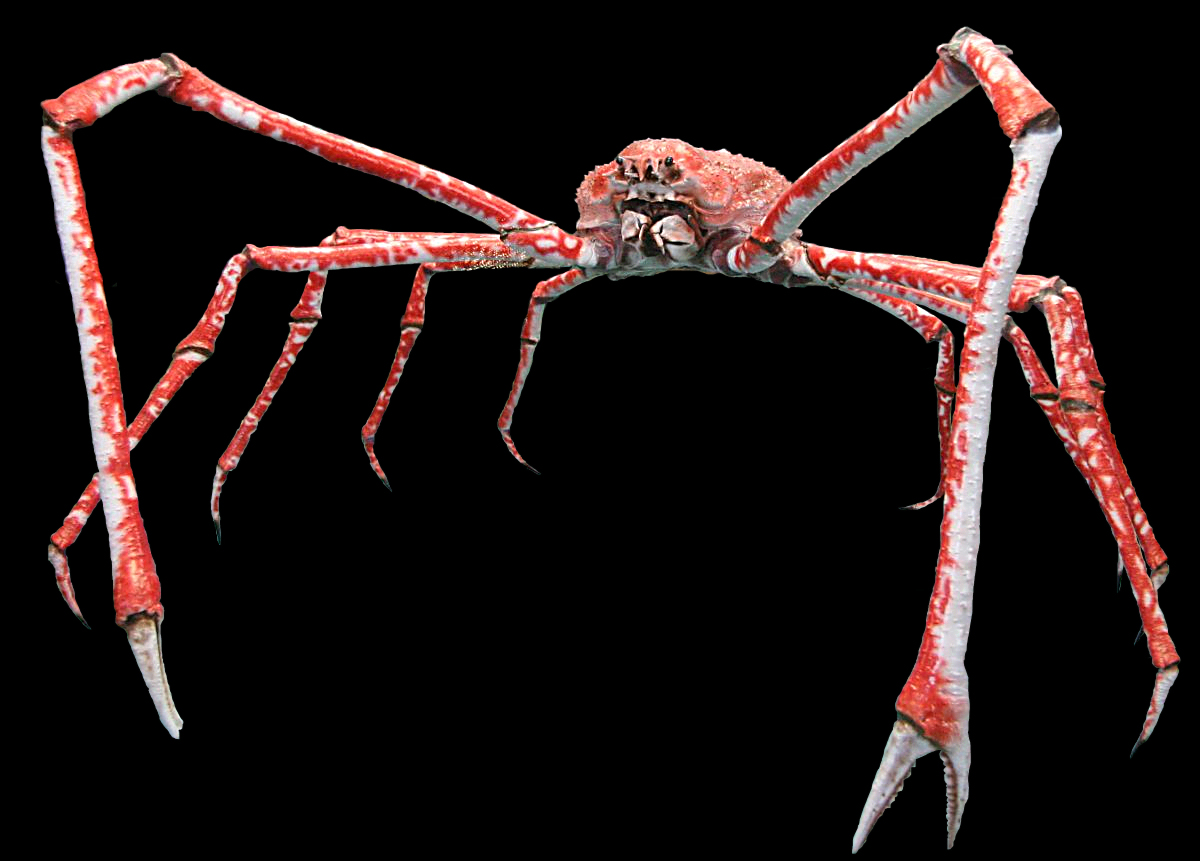
Японский краб-паук — 45 см длины карапакса и 3 м в размахе первой пары ног
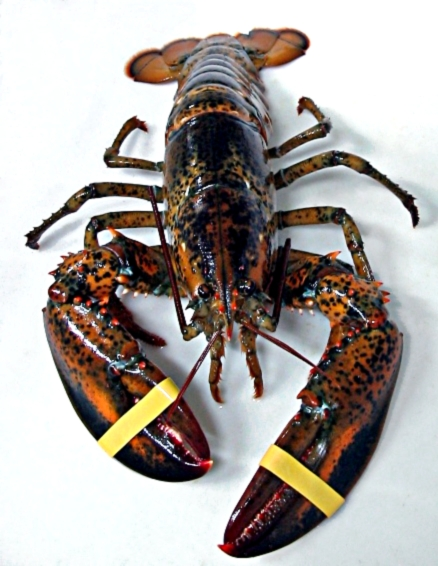
Американский омар
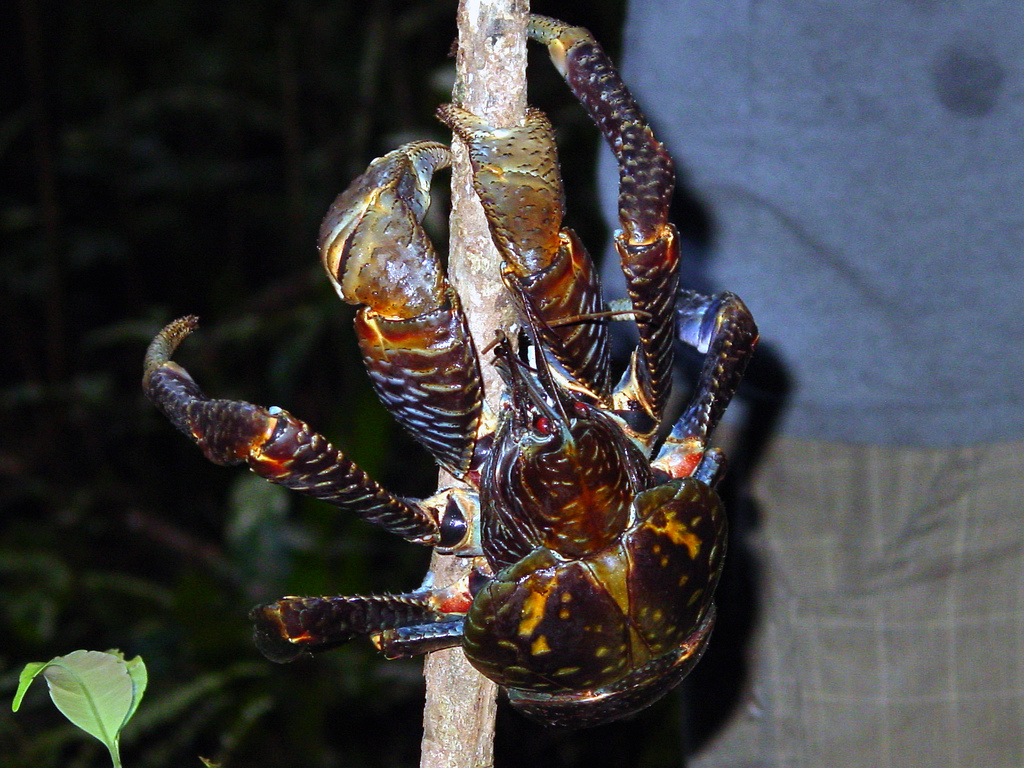
Пальмовый вор
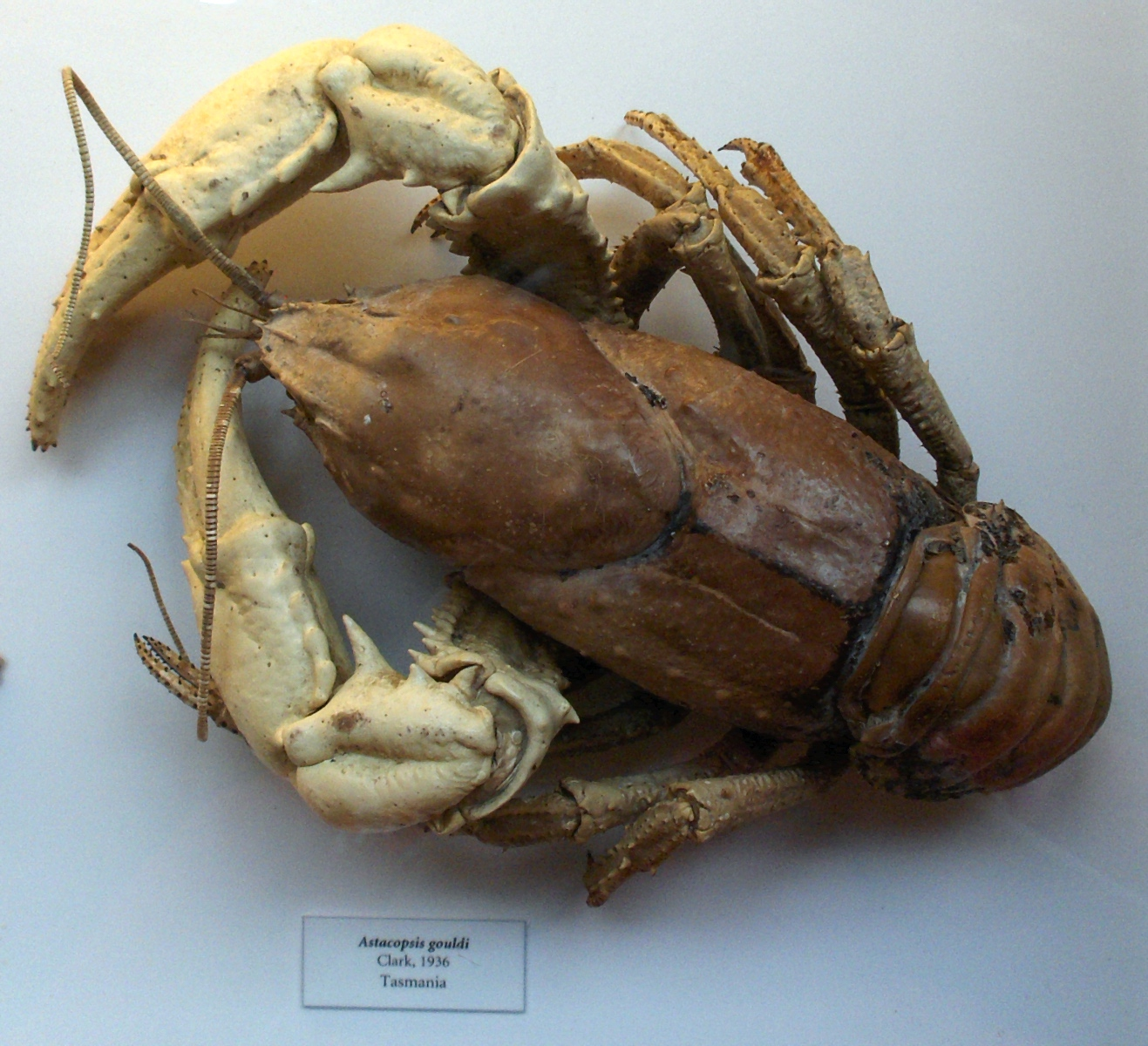
Astacopsis gouldi

## Хелицеровые

### Мечехвосты

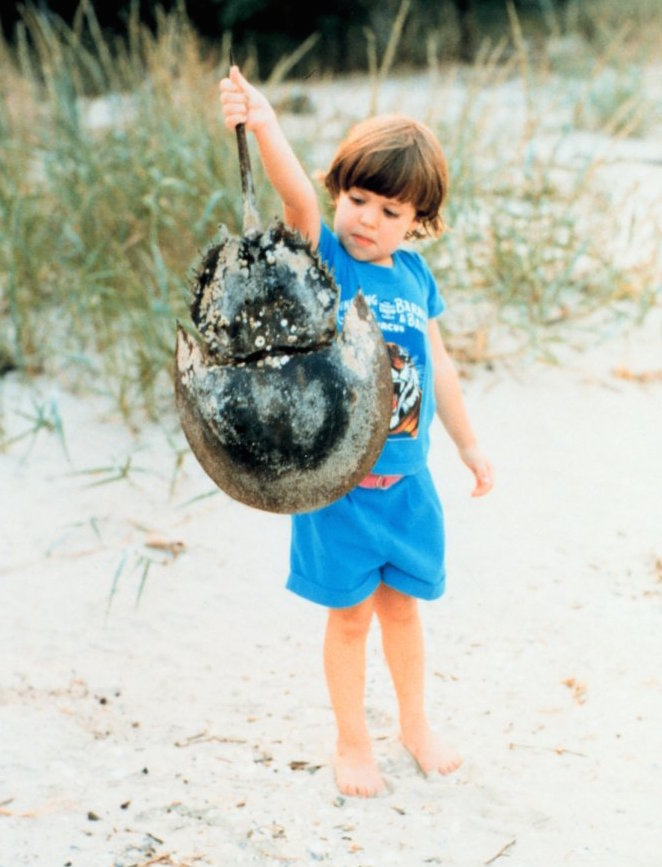
Ребёнок с панцирем мечехвоста

Современные мечехвосты могут достигать 60 см в длину, что значительно превышает наибольшие размеры другой группы современных хелицеровых — паукообразных.

### Пауки
Крупнейшим пауком считается птицеед-голиаф (Theraphosa blondi). Самый крупный представитель этого вида был обнаружен в Венесуэле в апреле 1965 году членами экспедиции Пабло Сан-Мартина у Рио-Кавро, размах его лап достигал 28 сантиметров. Размеры тельца самки достигают 90 мм, а самца — 85 мм. Масса до 170 граммов.
В 2001 году в Лаосе был описан паук Heteropoda maxima, превосходящий птицееда-голиафа по размаху конечностей (до 30 сантиметров), но заметно уступающий ему по размерам тельца.

### Скорпионы
Крупнейшими в мире скорпионами является императорский скорпион (Pandinus imperator), обитающий в Западной Африке, длина которого может достигать 180 мм, и индо-малайский скорпион Heterometrus swammerdami, порой достигающий более 180 мм.

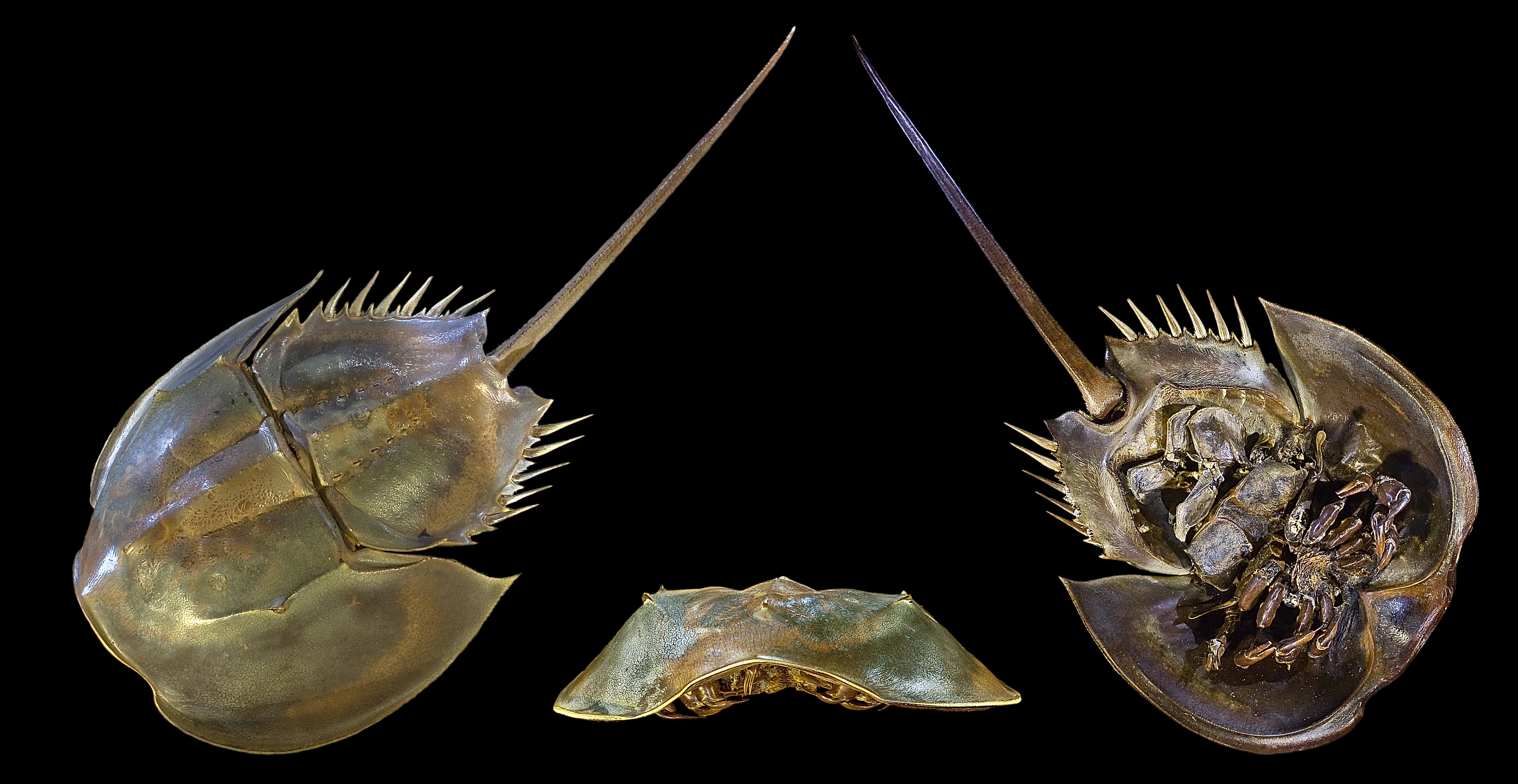
Мечехвост — вид сверху и снизу
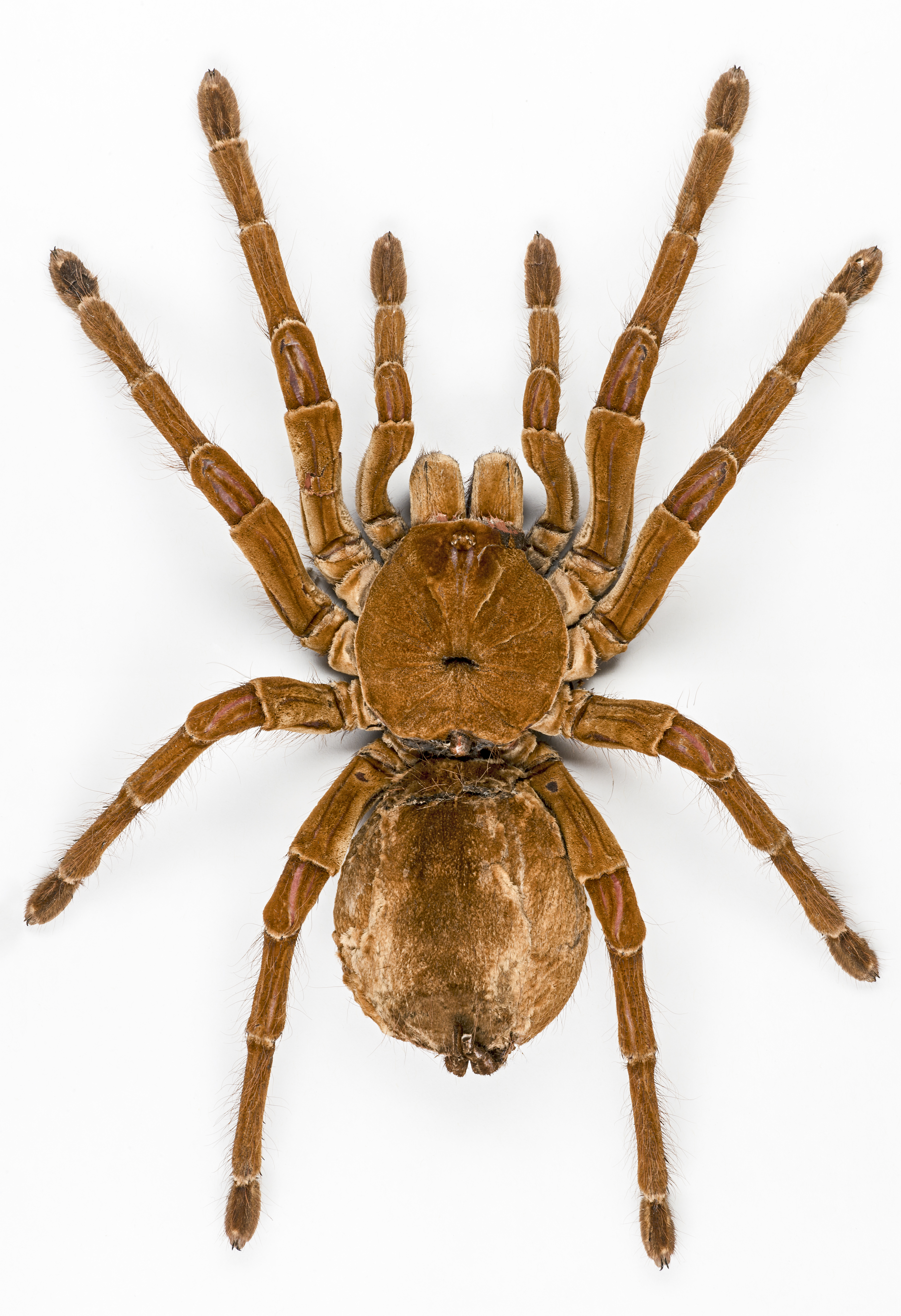
Птицеед-голиаф
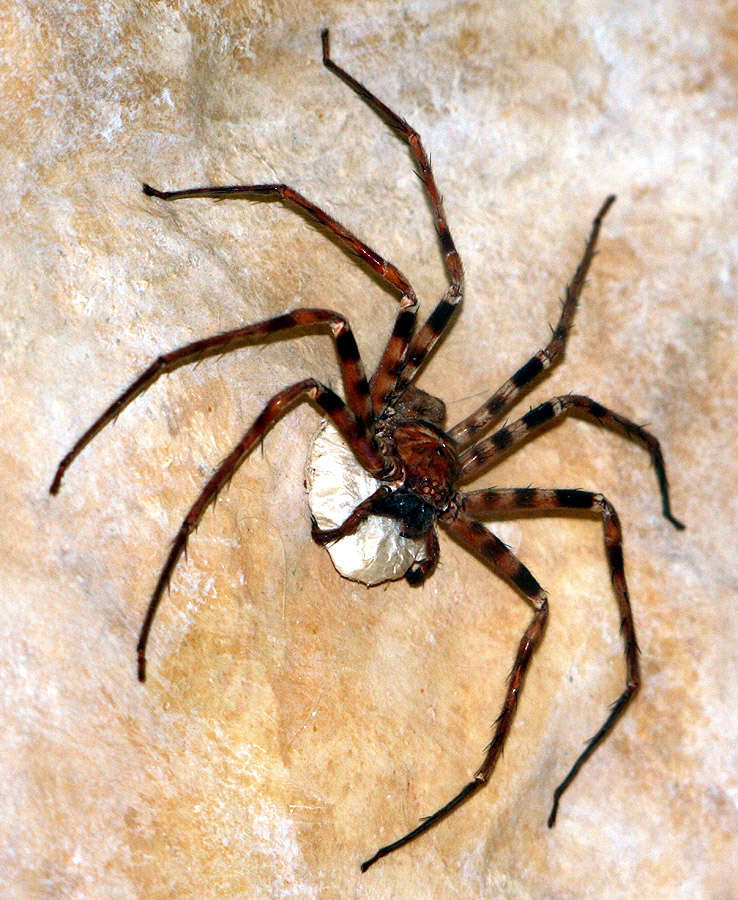
Heteropoda maxima
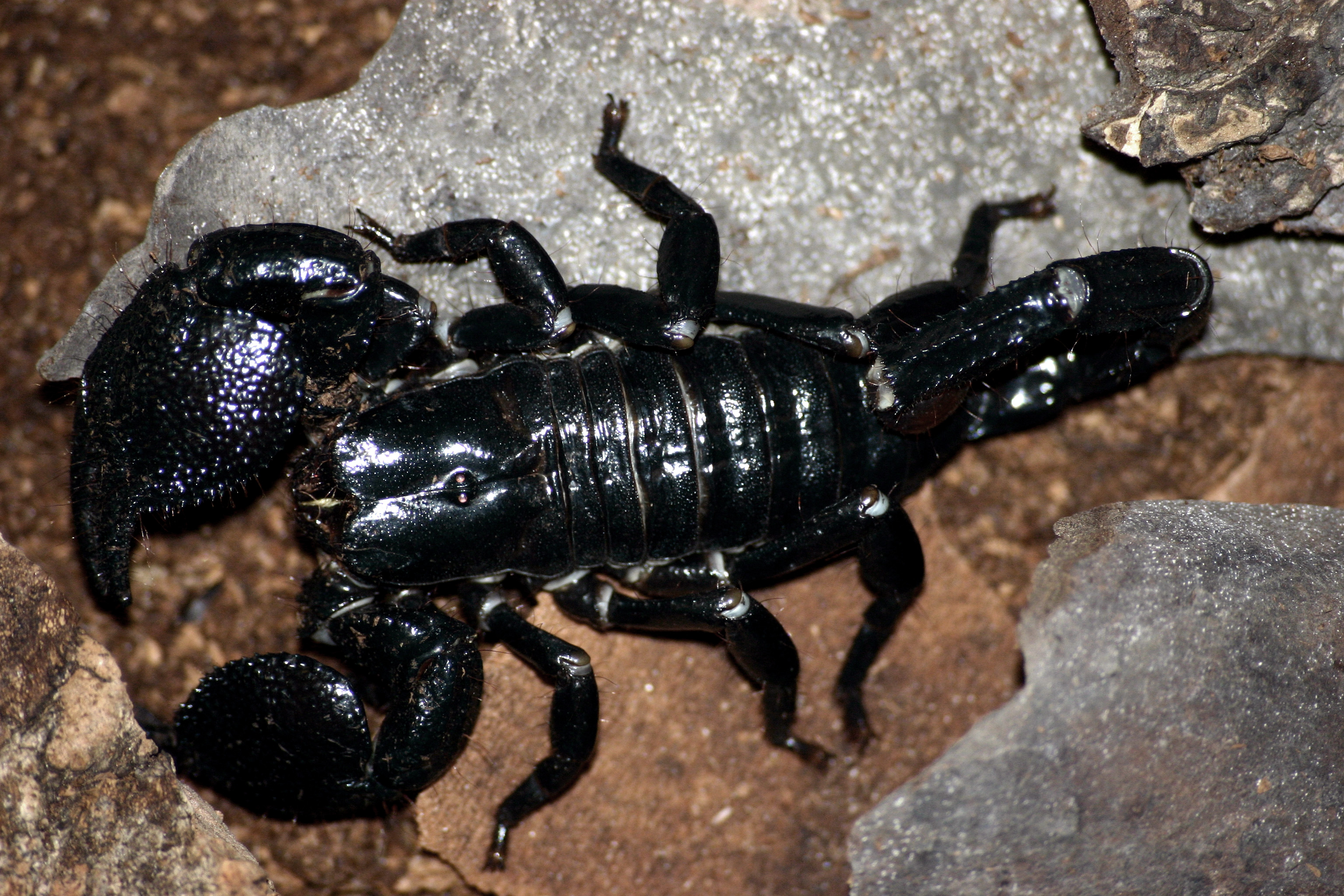
Императорский скорпион

## Насекомые

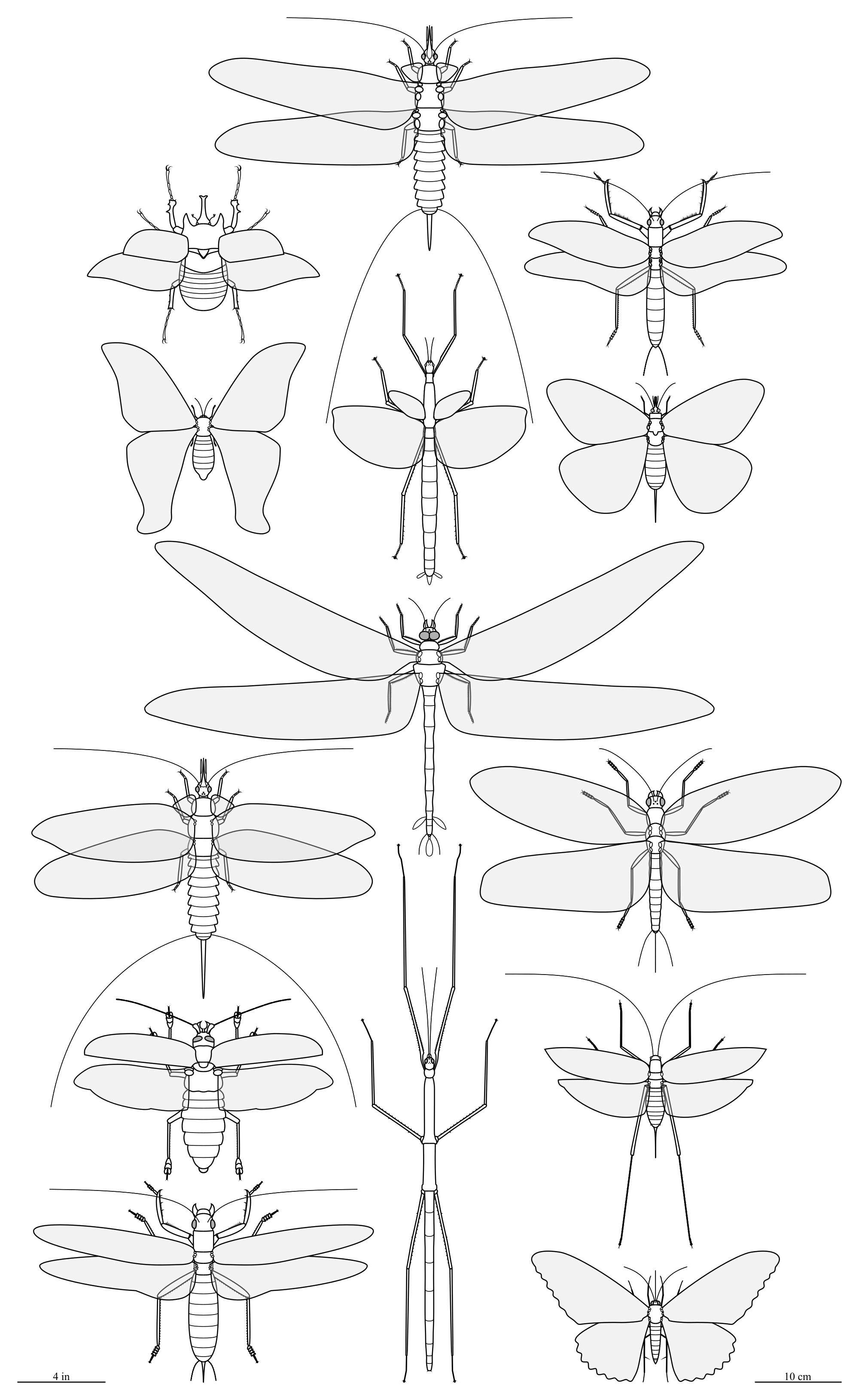
Крупнейшие современные и древние насекомые

Тяжелейшим насекомым считается вэта Deinacrida heteracantha. Самки данного вида, достигая длины 8,5 см, могут весить до 71 грамма (большинство экземпляров около 43 граммов). Однако немалую часть веса составляют будущие яйца, находящиеся в брюшке самки. Вес самок без яиц редко превышает 19 граммов.

### Жуки (Coleoptera)
Одним из крупнейших жуков в мире является встречающийся в Южной Америке дровосек-титан (Titanus giganteus), достигающий в длину до 167 мм, а по некоторым документально неподтверждённым источникам даже до 210 мм. Крупнейшим является также южноамериканский вид из семейства пластинчатоусых — жук-геркулес, самцы которого достигают длины 171 мм, а по документально не подтверждённым источникам — до 18 см. К крупнейшим жукам также относится крупнозуб оленерогий (Macrodontia cervicornis) с максимальной зарегистрированной длиной 169 мм (экземпляр из коллекции J.Sticher, Германия), средняя длина 13—15,5 см. За ним следует вид Dynastes neptunus с максимальной зарегистрированной длиной самца 15,8 см, средняя длина 11—13,5 см.
Усач Xixuthrus heros с Фиджи также входит в пятёрку крупнейших жуков, достигая длины 15 см. За ним следуют представители южноамериканского рода Megasoma — Megasoma elephas, Megasoma actaeon, Megasoma mars, с длиной тела до 135—137 мм (средняя длина 110—118 мм), а также азиатского рода Chalcosoma, достигающие длины до 120 мм.
Самые тяжёлые жуки в мире — отдельные особи самцов ряда видов голиафов, достигающие длины до 95—100 мм (Goliathus regius до 116 мм). При жизни они могут весить, согласно одним данным, до 47 граммов, а по другим — до 80—100 граммов.

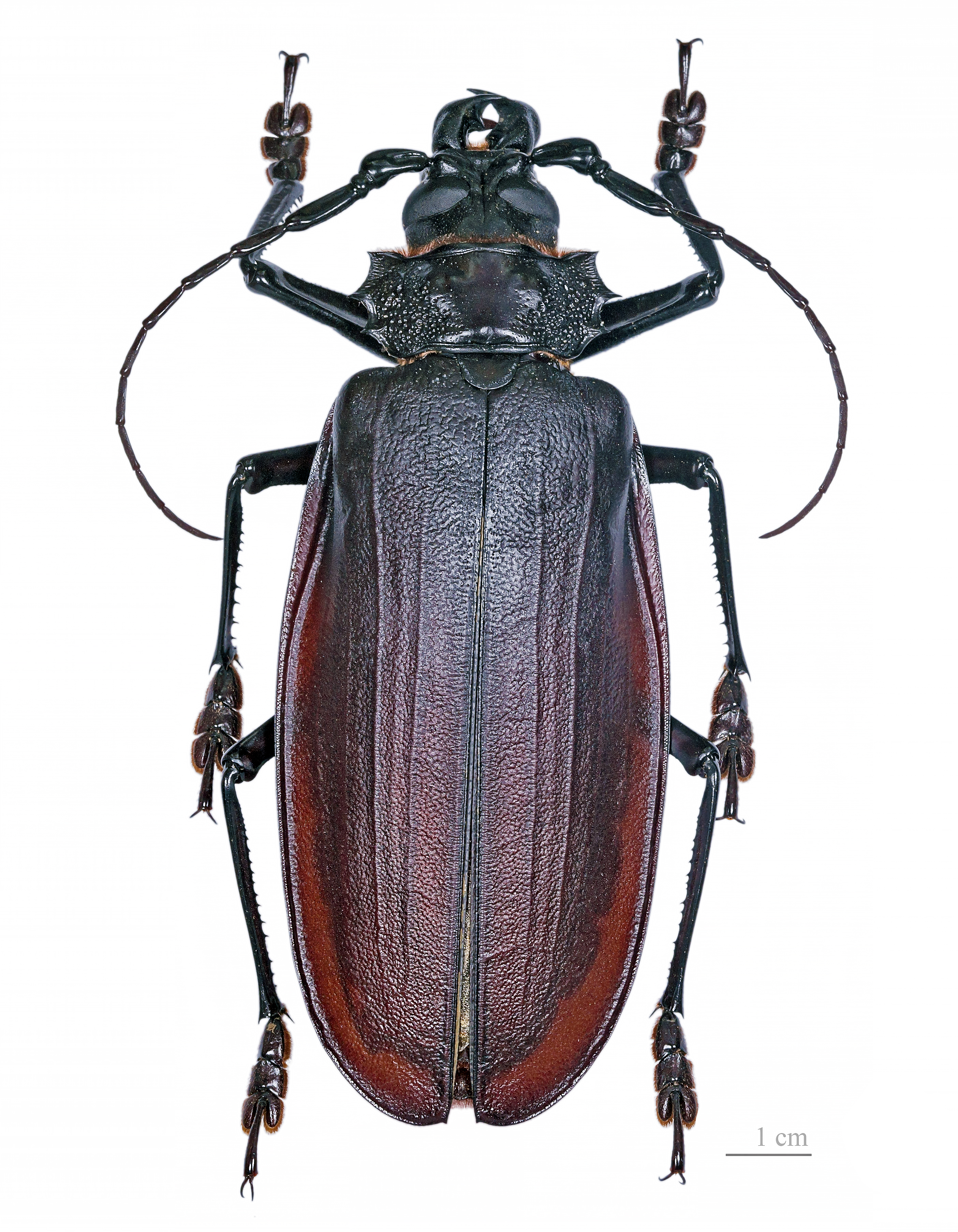
Дровосек-титан (Titanus giganteus)
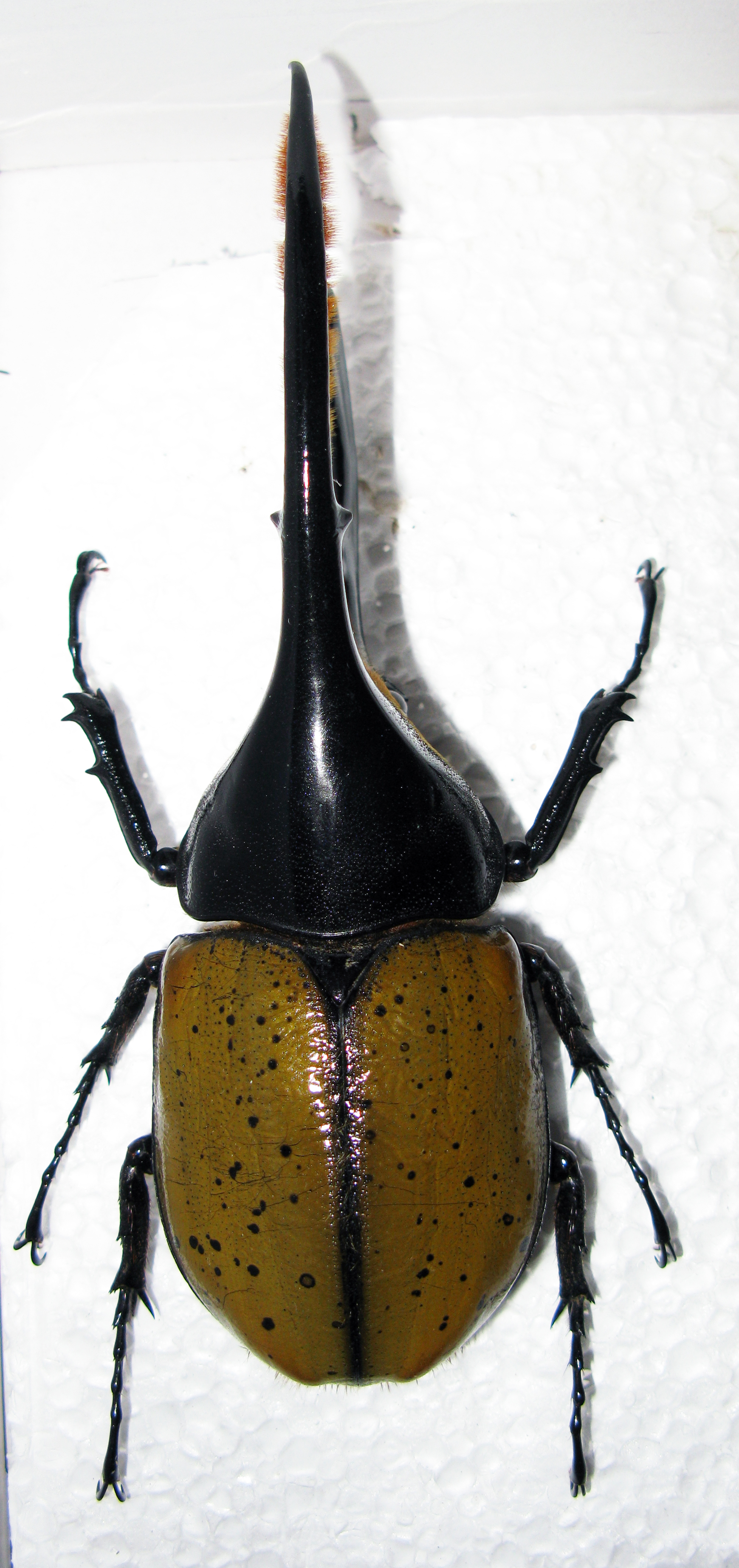
Самец жук-геркулес (Dynastes hercules)
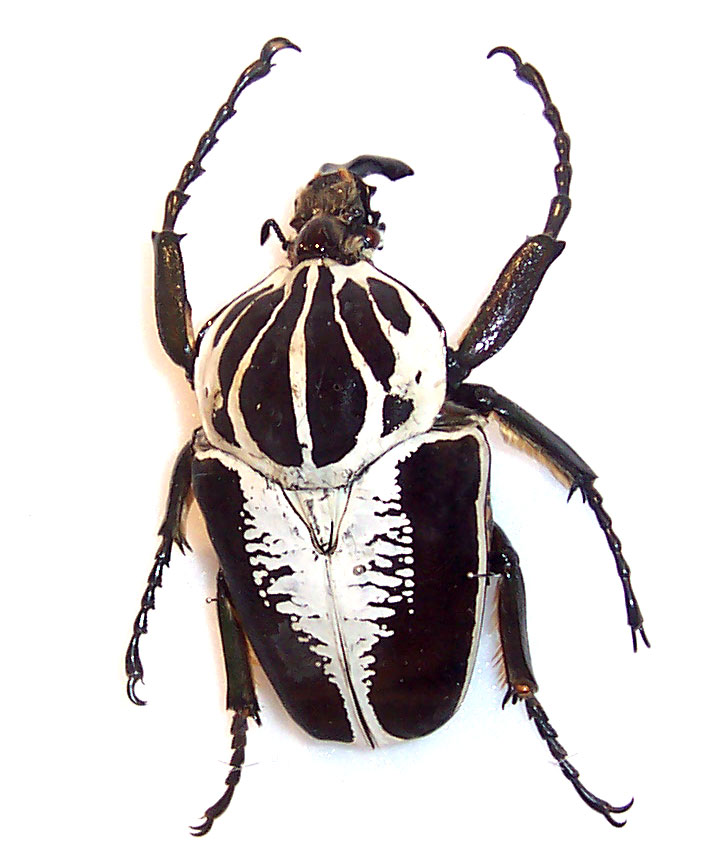
Жук-голиаф вида Goliathus regius
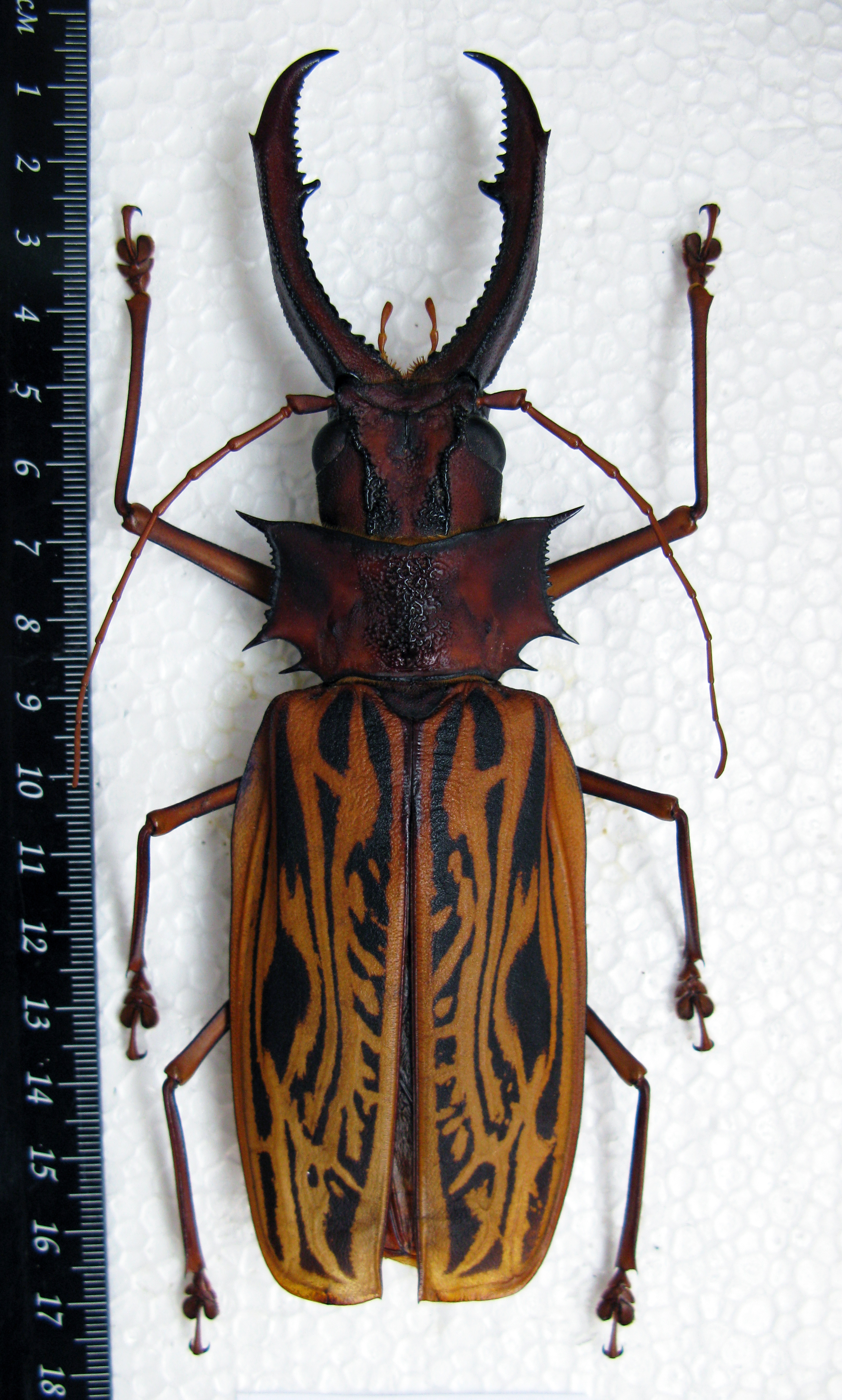
Самец Macrodontia cervicornis
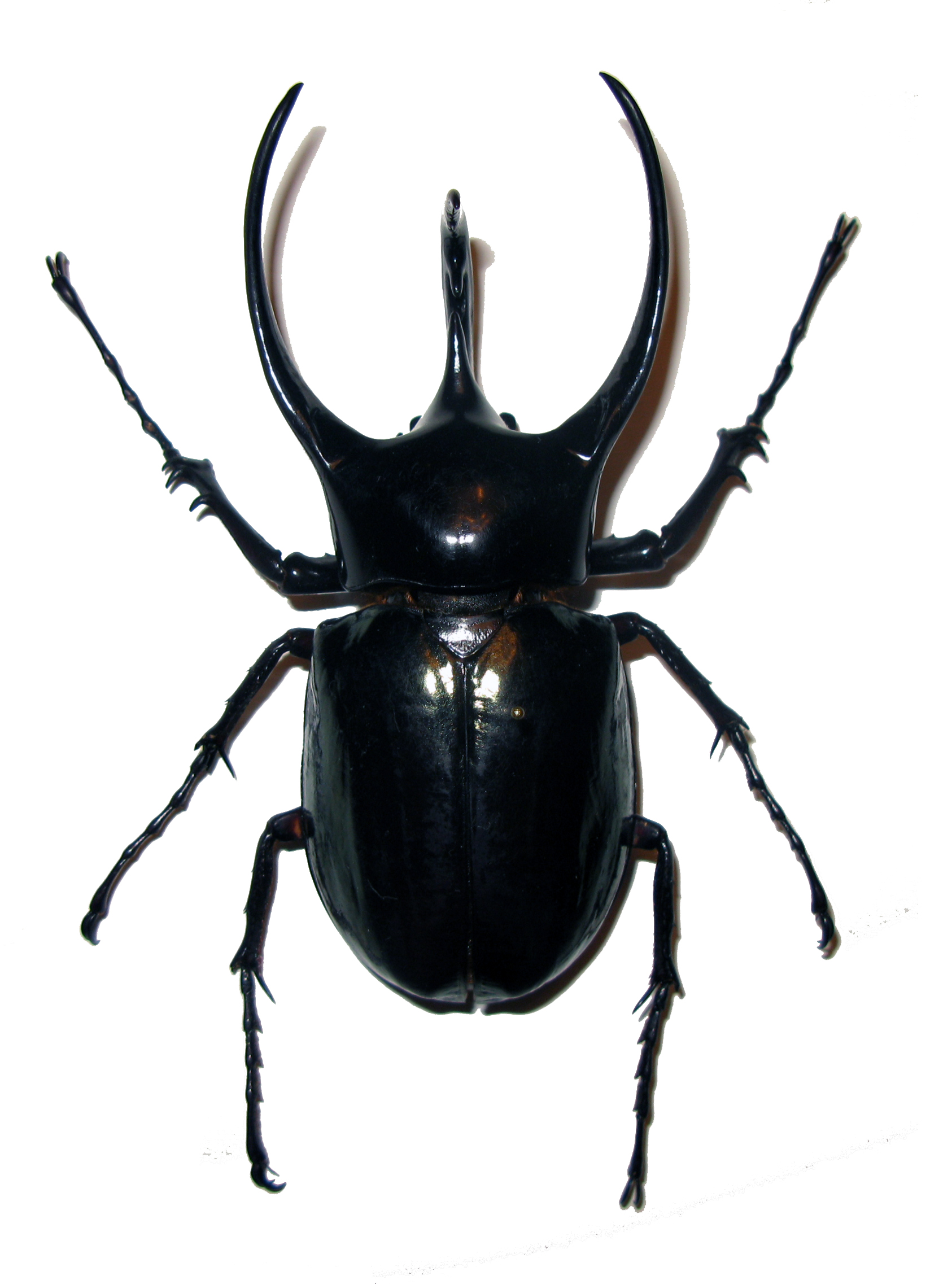
Самец Chalcosoma caucasus, остров Ява
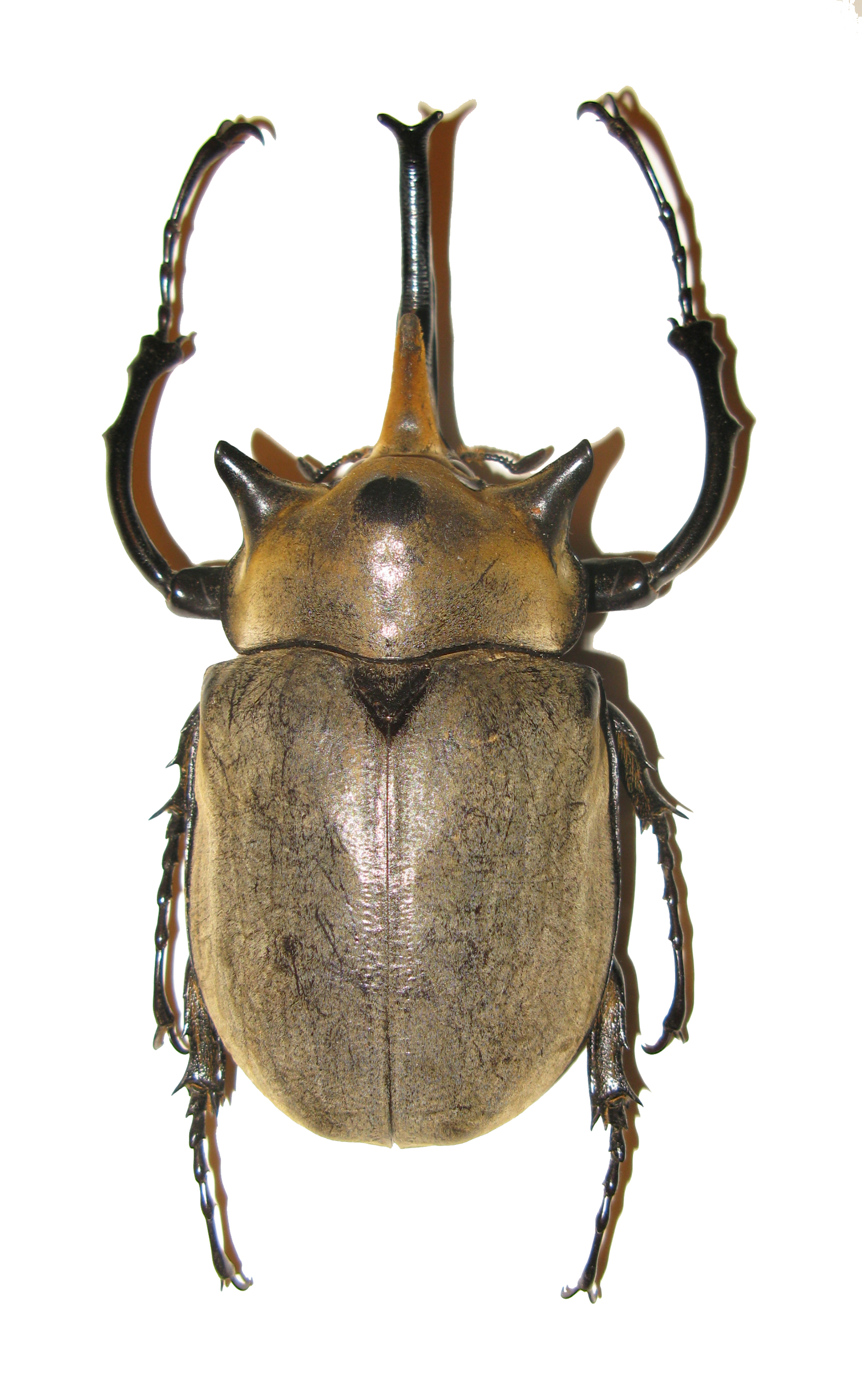
Самец Megasoma elephas, Мексика
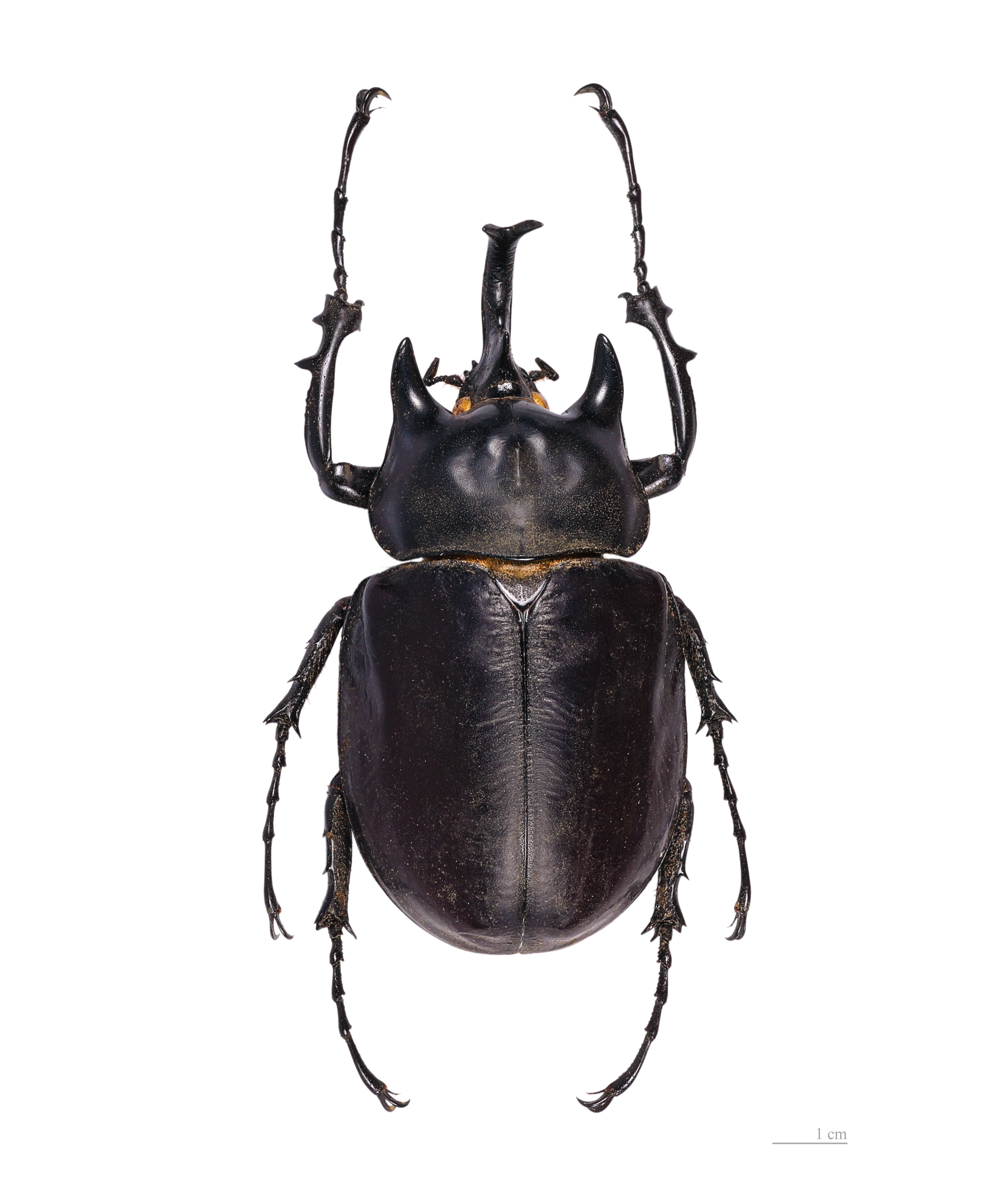
Самец Megasoma actaeon, Южная Америка
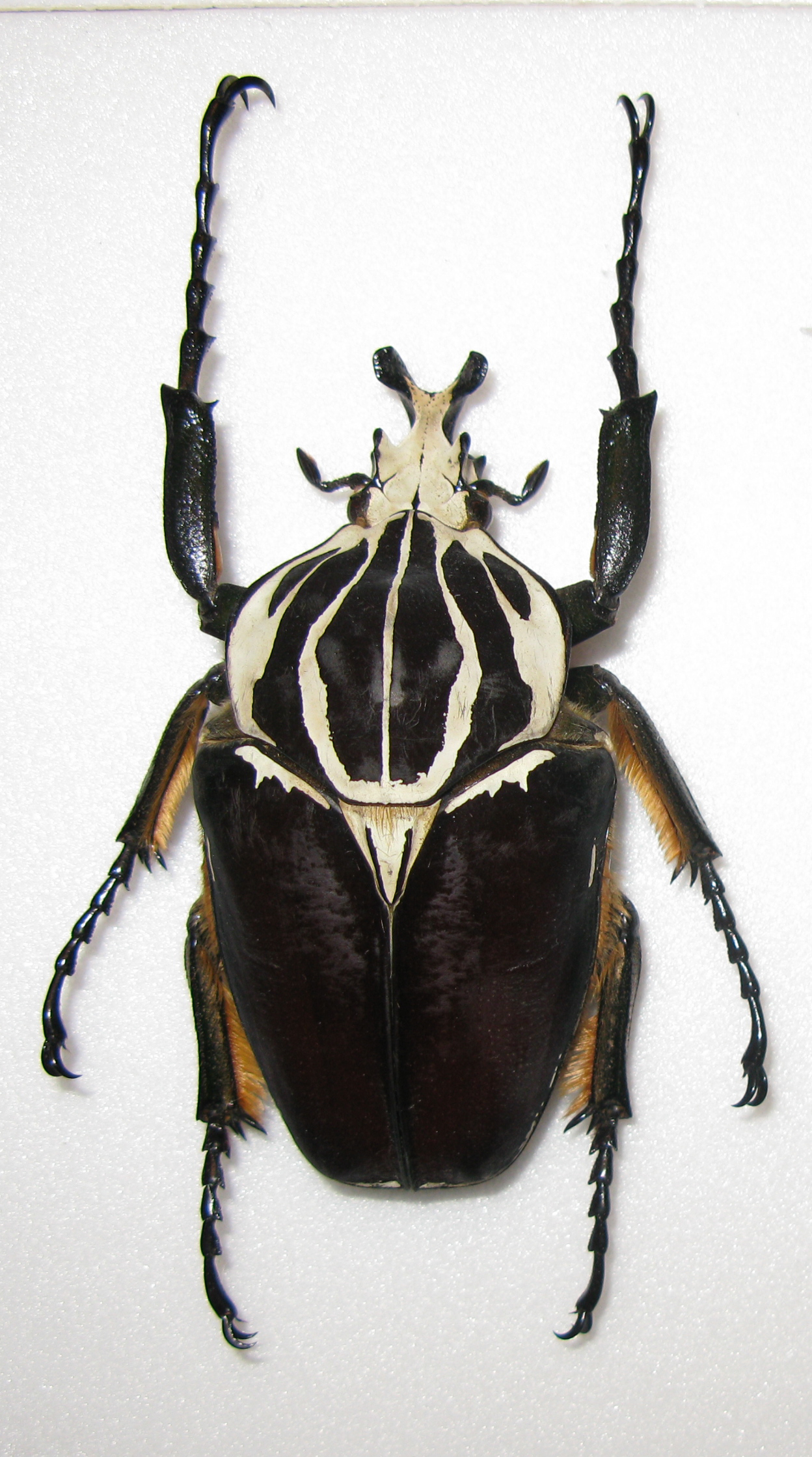
Самец Goliathus goliatus, Камерун
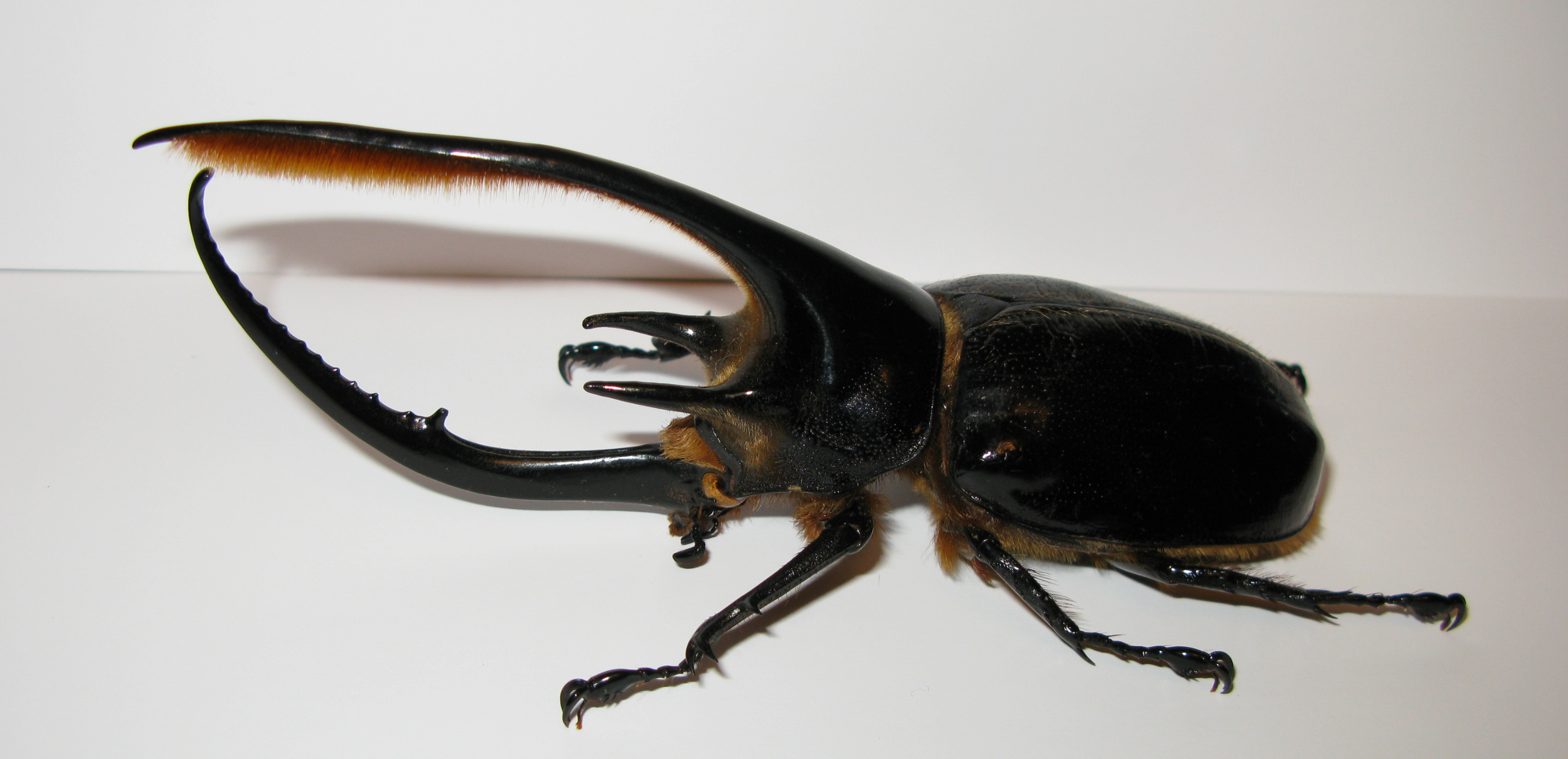
Самец Dynastes neptunus

### Бабочки (Lepidoptera)
Крупнейшей по размаху крыльев бабочкой в мире является южноамериканская совка агриппина (Thysania agrippina). Подлинно известно о существовании двух экземпляров совки агриппины, которые могут считаться крупнейшими из когда-либо пойманных. Первый был пойман в Коста-Рике и при длине переднего крыла 148 мм, обладает размахом крыльев в 286 мм. Второй, добытый в Бразилии, имеет размах крыльев 298 мм при длине переднего крыла — 134 мм. Однако следует сделать оговорку, что данные экземпляры не были расправлены в соответствии со стандартами, предъявляемыми к энтомологическим коллекциям. Нижний край передних крыльев не образует с телом угол в 90 градусов, за счет чего происходит «искусственное» увеличение размаха крыльев. При «реконструкции» правильного монтирования данных особей размах их крыльев в обоих случаях не превышает 280 мм.
Самой крупной по размаху крыльев дневной бабочкой является птицекрылка королевы Александры (Ornithoptera alexandrae). В Лондонском музее естественной истории хранится экземпляр самки с размахом крыльев 273 мм, что делает данный вид крупнейшим представителем группы булавоусых (дневных) чешуекрылых.
Также к крупнейшим дневным бабочкам относится парусник антимах (Papilio antimachus) из Центральной Африки. За счет сильно вытянутой вершины передних крыльев их размах у отдельных особей самцов может достигать до 25 см.
Attacus caesar, распространённая на Минданао — одном из Филиппинских островов: максимальный размах крыльев самок данного вида может достигать 255 мм.
Самки павлиноглазки геркулес (Coscinocera hercules), обитающей в Австралии и Новой Гвинее, обладают самой большой площадью крыльев — до 263 см².
Павлиноглазка атлас (Attacus atlas) — крупнейшие экземпляры самок этого вида могут достигать размаха крыльев до 240 мм. Имеется экземпляр самки, ныне хранящийся в музее Виктории (Австралия), который был добыт в 1922 году на острове Ява. Благодаря неправильной расправке размах его крыльев искусственно увеличился до 262 мм, но при «реконструкции» не превышает 240 мм.

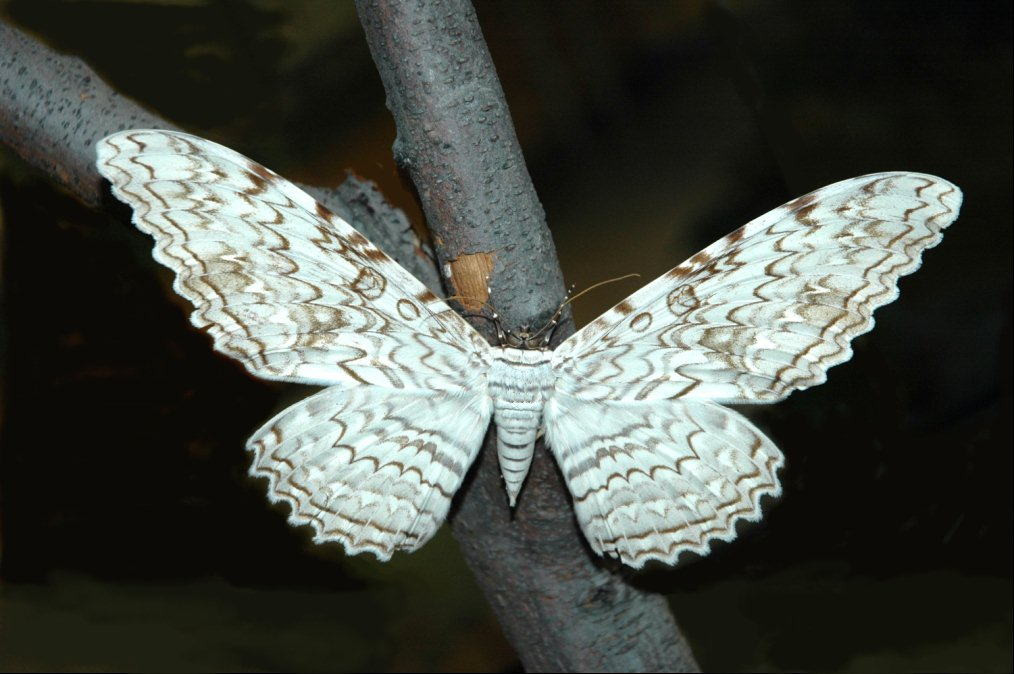
Совка агриппина (Thysania agrippina)
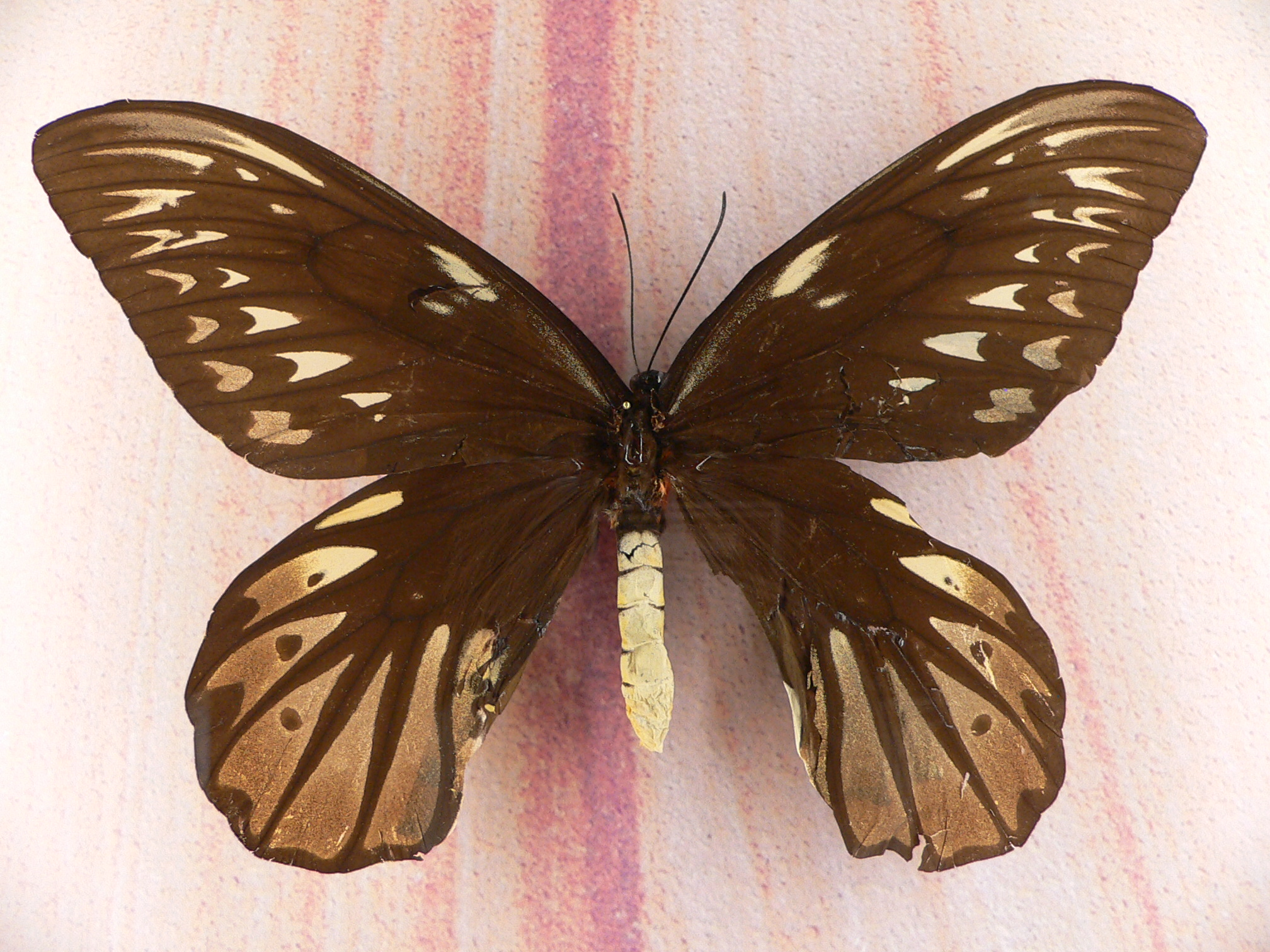
Самка птицекрылки королевы Александры (Ornithoptera alexandrae)
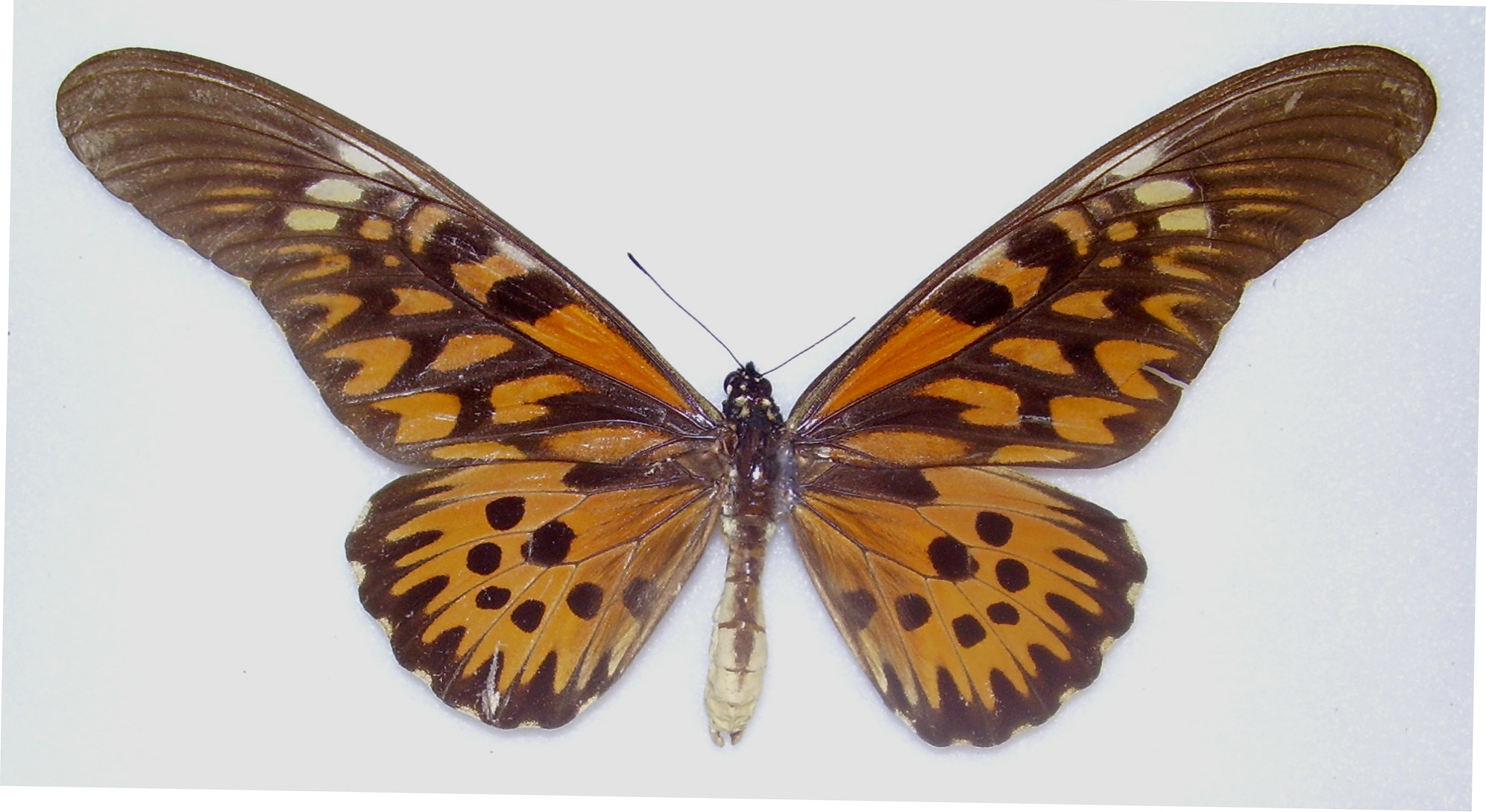
Парусник антимах (Papilio antimachus)
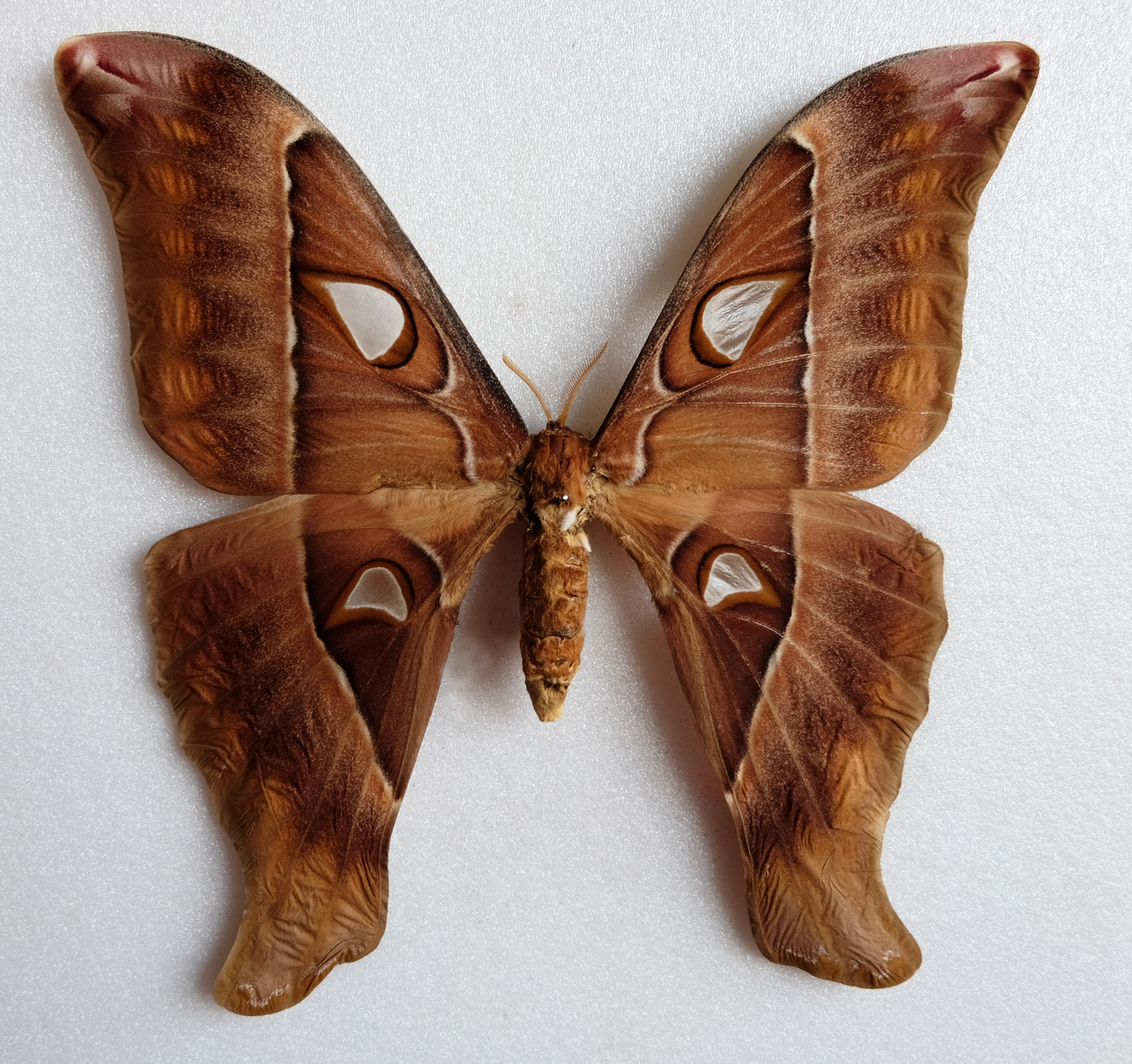
Самка павлиноглазки геркулес (Coscinocera hercules)
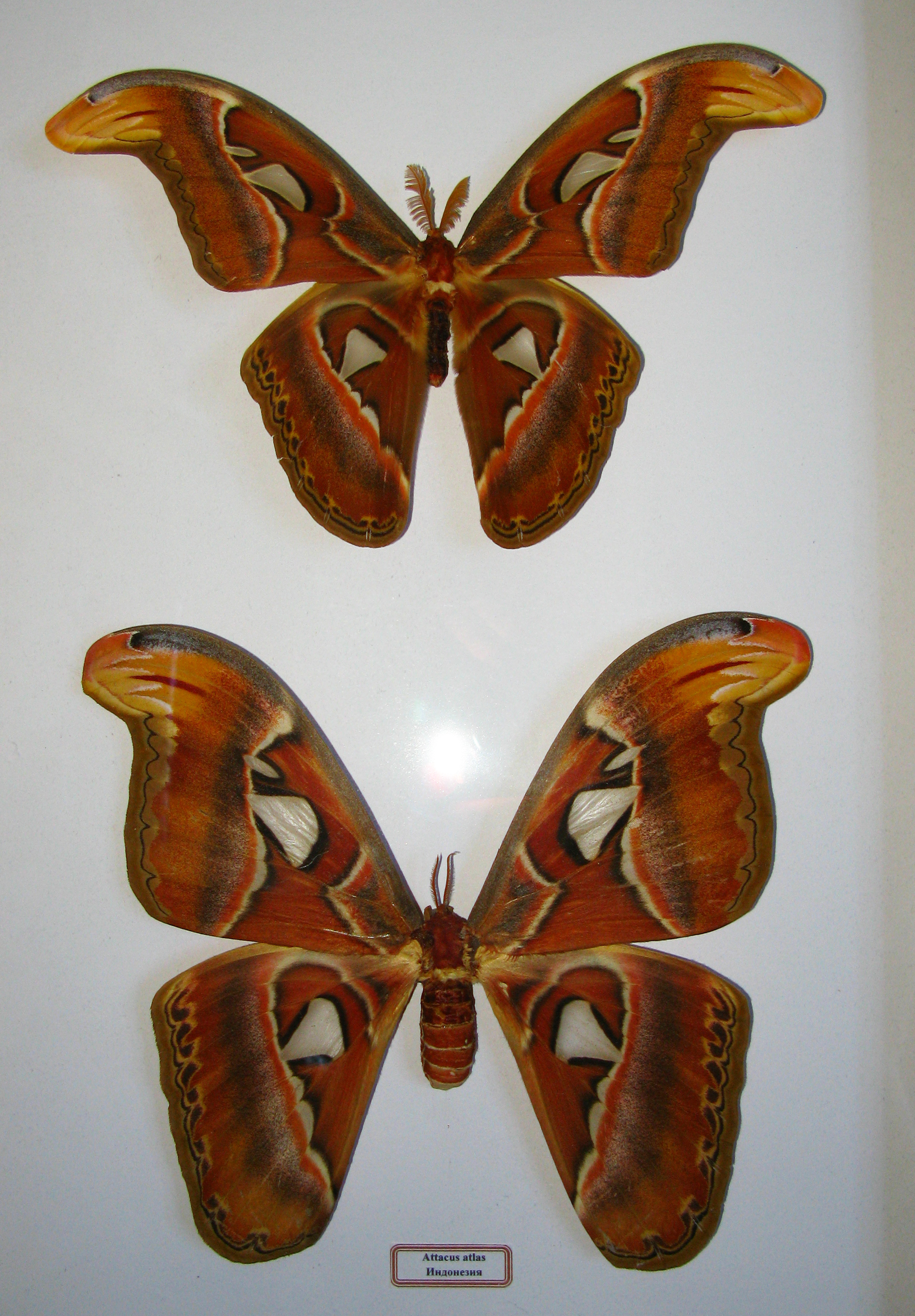
Самец и самка павлиноглазки атлас (Attacus atlas)

### Кожистокрылые (уховёртки, Dermaptera)
Самая крупная уховёртка в мире — лабидура гигантская (Labidura herculeana). Длина её тела достигает 8 см и она находится на грани вымирания (возможно, уже вымерла), за что её также называют «дронтом мира уховёрток» («Dodo of the Dermaptera»). Эндемик острова Святой Елены.

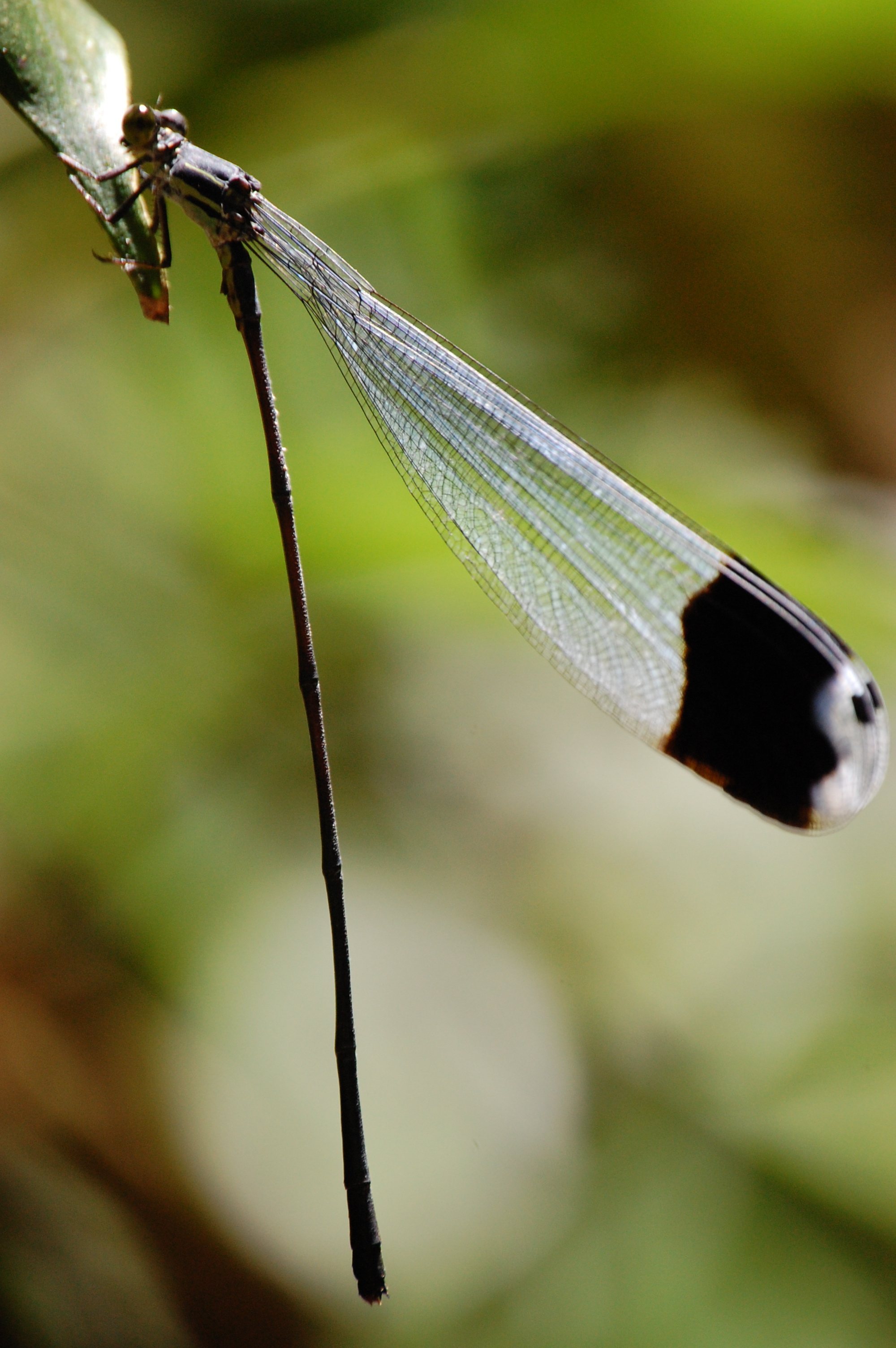
Megaloprepus caerulatus

### Стрекозы
Крупнейшей стрекозой является Megaloprepus caerulatus, обитающая в Центральной и Южной Америке, с длиной тела до 120 мм и с размахом крыльев до 191 мм.

### Перепончатокрылые
Самая крупная пчела в мире — это Megachile pluto (Megachilidae) из Индонезии. Длина тела самок до 39 мм, а размах крыльев до 63 мм.
Самцы муравьёв из африканского рода Dorylus могут достигать длины до 3 см, а матки (королевы) в оседлую фазу в момент созревания яиц имеют сильно увеличенное брюшко и общую длину до 5 см. Однако крупнейшими в истории являются ископаемые муравьи рода Formicium. Их самки достигали 7 см в длину, а крылья имели размах до 15 см.

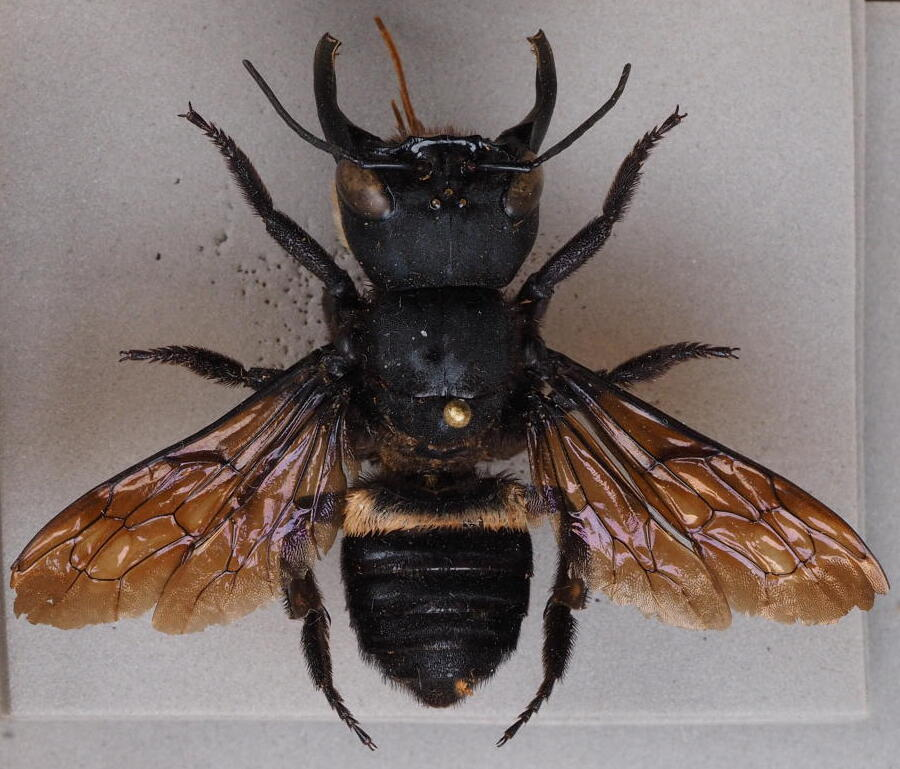
Megachile pluto
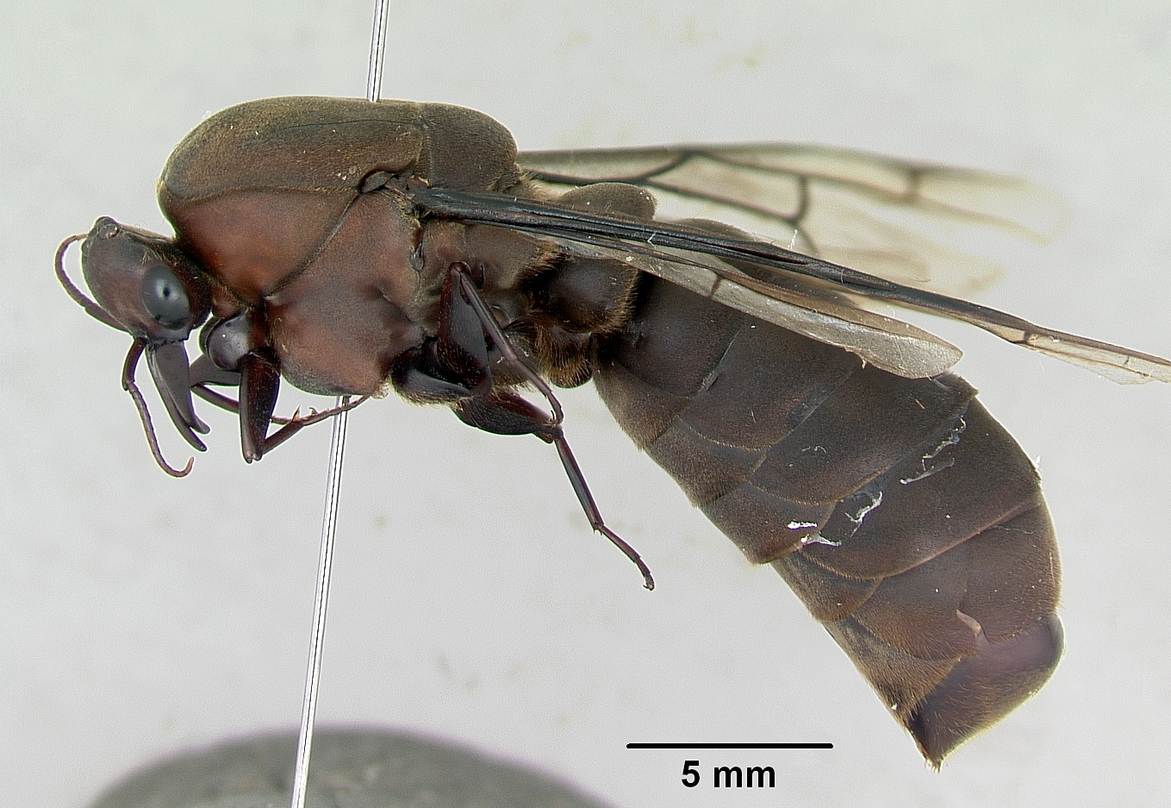
Dorylus nigricans (самец)

### Двукрылые

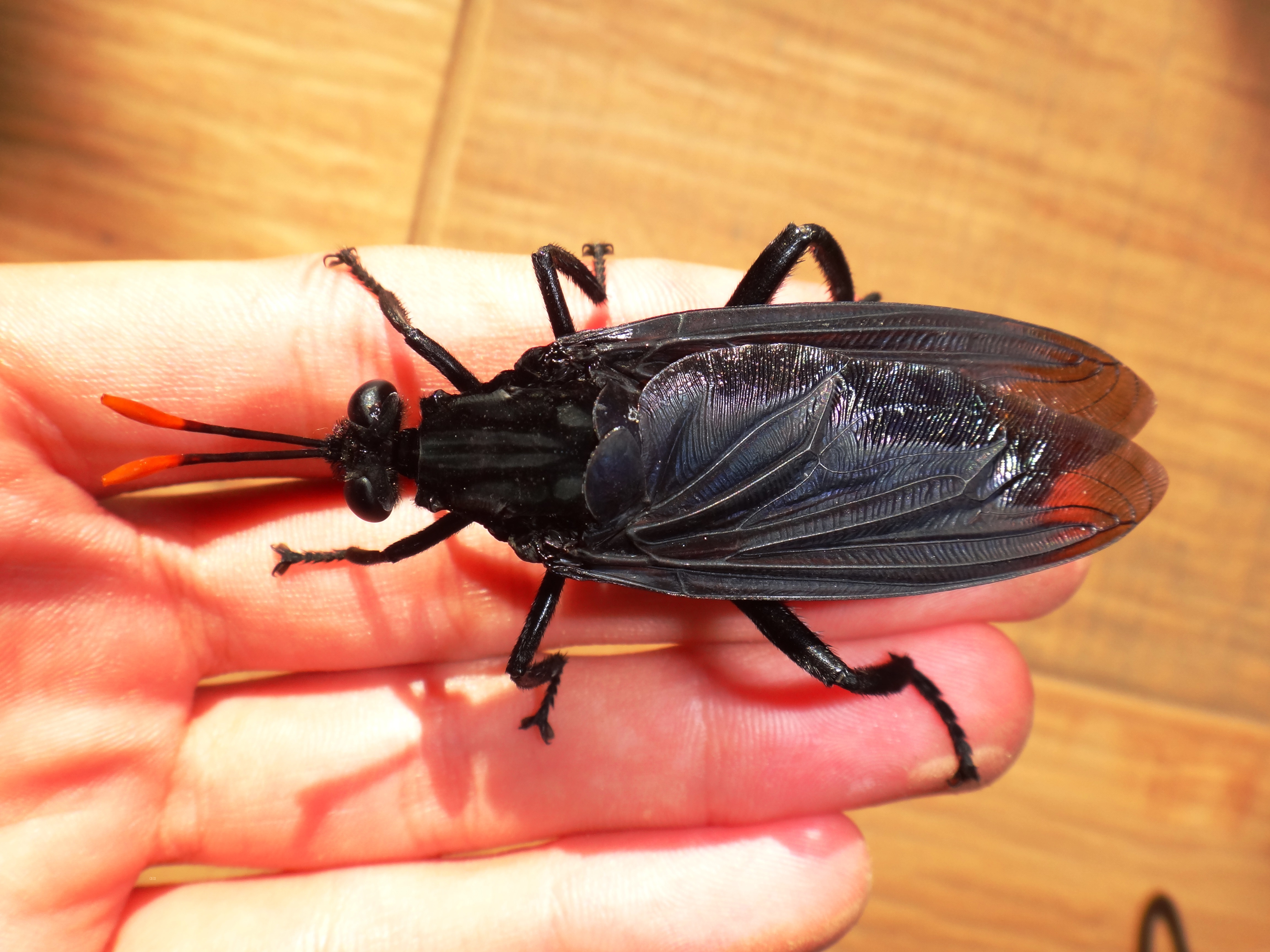
Gauromydas heros

Самым крупным представителем отряда Двукрылые является неотропический вид мух Gauromydas heros (Asiloidea, Mydidae), чьё тело достигает в длину 60 мм, а размах крыльев составляет 100 мм. Встречается этот вид в Боливии и Бразилии. Более крупных размеров может достигать вид комаров-долгоножек Holorusia brobdignagius (Tipulidae) (длина с ногами до 23 см), но он много тоньше и весит меньше, чем Gauromydas. Размах крыльев до 11 см у Holorusia mikado.

### Таракановые
Одним из крупнейших представителей семейства Таракановые является вид Macropanesthia rhinoceros, обитающий в Австралии, преимущественно в Квинсленде. Особи данного вида могут достигать длины до 80 мм и весить до 35 граммов.
Вид Blaberus giganteus также является одним из крупнейших тараканов в мире. Самки данного вида порой достигают длины до 90 мм. Вид, вероятно, является более крупным, чем Macropanesthia rhinoceros, но уступает ему в массе тела.

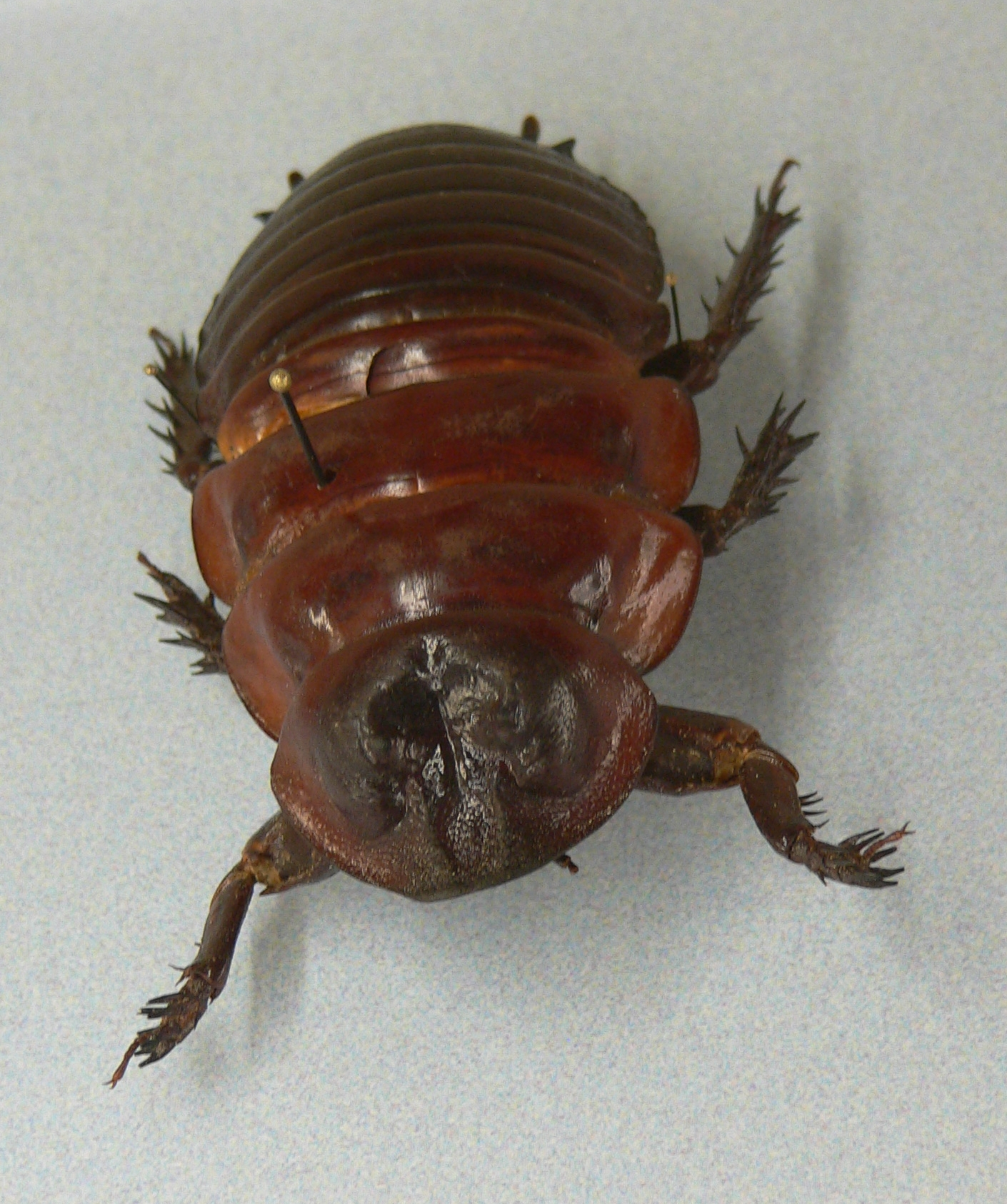
Macropanesthia rhinoceros
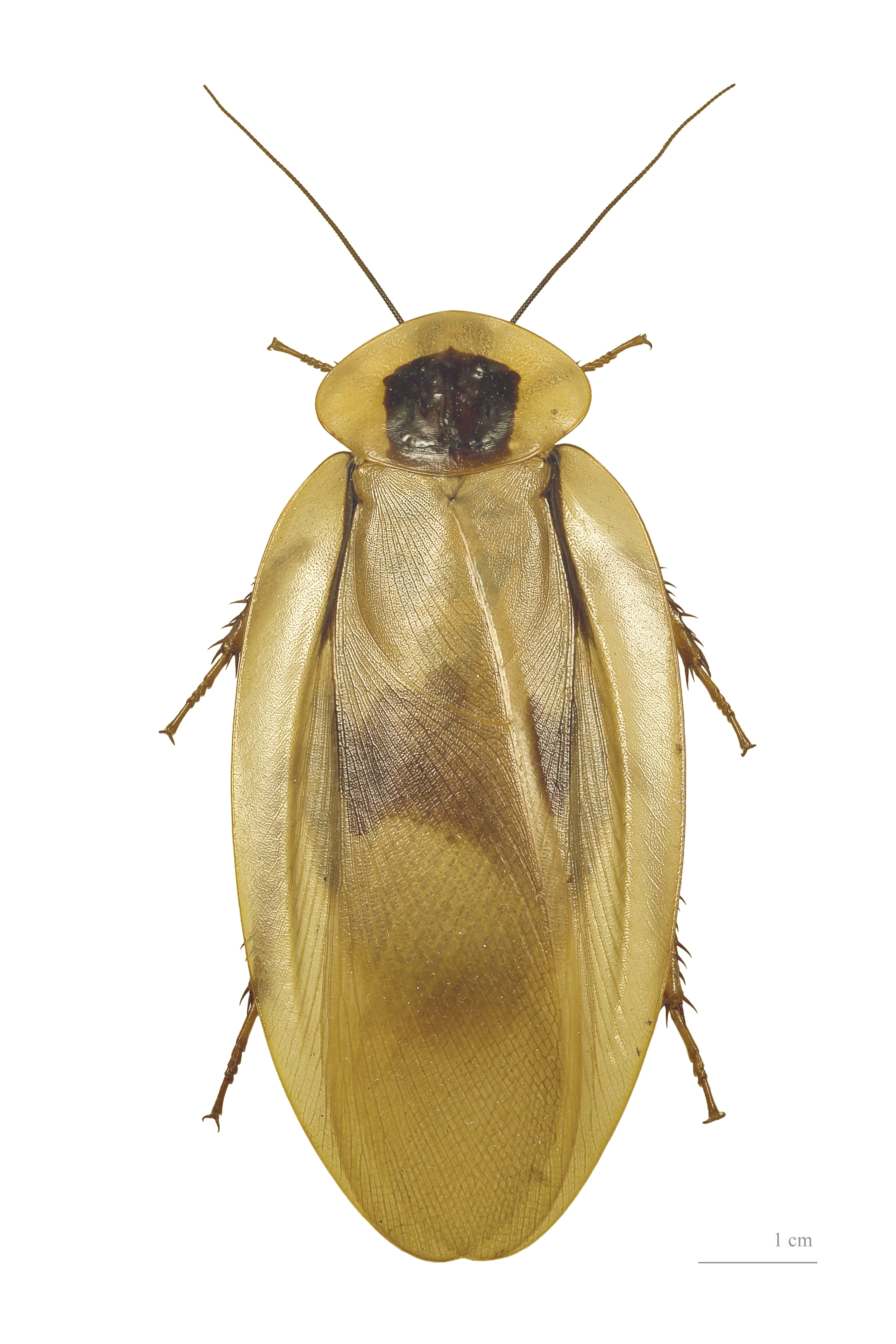
Blaberus giganteus

### Палочники
Самым крупным палочником (Phasmatodea) и современным насекомым в целом является вид Phobaeticus chani (Борнео), достигающий в длину вместе с вытянутыми конечностями 56,7 см. Длина собственно тела составляет 35,7 см. К крупнейшим видам относится также палочник Phryganistria heusii yentuensis с телом длиной до 32 см (до 54 см с вытянутыми конечностями)

## Многоножки
Крупнейшей многоножкой является Archispirostreptus gigas, достигающая длины 38,5 см и толщины 2,1 см.
Также на островах Ямайка и Тринидад, на севере и западе Южной Америки водится Scolopendra gigantea, достигающая длины 26—30 см.

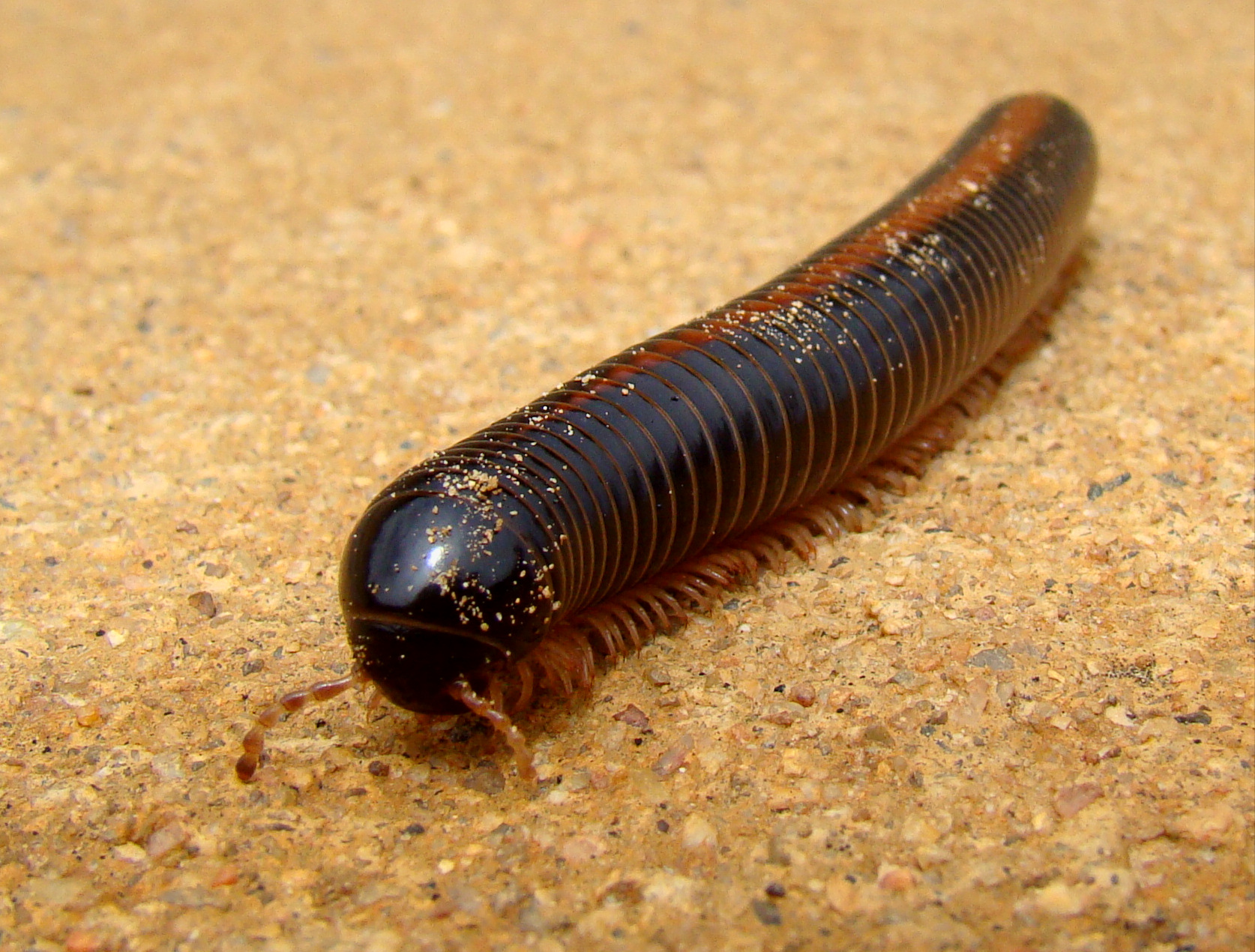
Archispirostreptus gigas
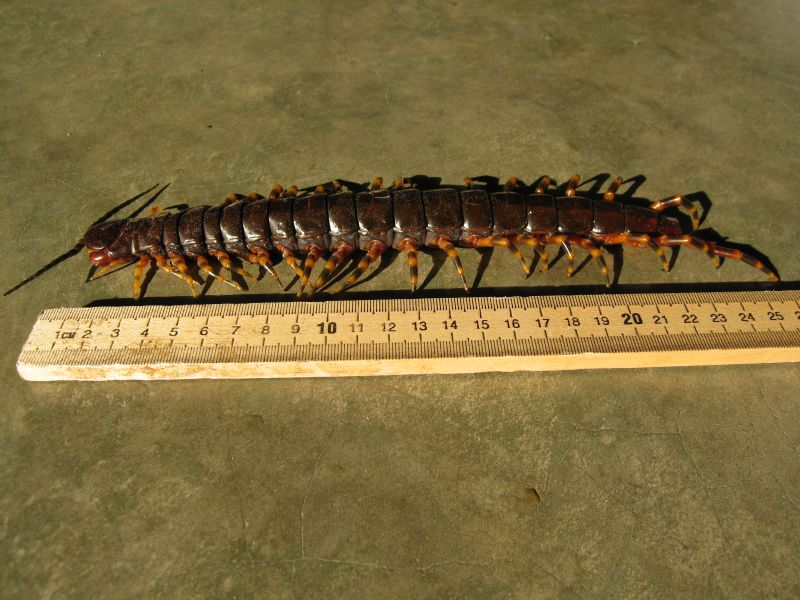
Scolopendra gigantea

## Вымершие гигантские членистоногие
- Артроплевра — родственный современным многоножкам род, представители которого достигали длины в 2,6 м.
- Jaekelopterus rhenaniae — ракоскорпионы длиной 2,3-2,5 м[44].
- Птеригот — силурийский ракоскорпион, достигавший в длину более 2 м.
- Представители отряда протострекоз — крупнейшие из когда-либо существовавших летающих насекомых: меганевра (75 см в размахе крыльев) и меганевропсис (размах крыльев 71 см).
- Триасовые представители отряда титаноптер имели размах крыльев до 40 см.
- Бронтоскорпио и пульмоноскорпион (Pulmonoscorpius kirktonensis) — крупнейшие из известных скорпионов. Оба достигали в длину почти 1 м (94 и 70 см, соответственно).
- Представители рода Titanomyrma — крупнейшие из когда-либо существовавших муравьёв. Размах крыльев самок мог достигать 15 см.

## Комментарии
1. ↑  Масса тела иногда предлагается в качестве критерия для крупных «тяжёлых» насекомых и она была приведена несколькими популярными авторами, в частности Wood (1982) в книге «The Guinness Book of Animal Facts & Feats» и McQuitty с Mound (1994) в книге «Megabugs». Такие значения, как 100 граммов для жуков рода Goliathus (вид не указан в данных литературных источниках) по сравнению с всего 35 граммами для Megasoma elephas (McQuitty и Mound) интересны сами по себе, но не имеют сравнительной ценности. Возможно, произошла ошибка и на самом деле вместо 3,5 унций упомянутый вид Goliathus весил 35 грамм. David M. Williams Book of insect records. Chapter 30: Largest (онлайн версия) Архивная копия от 18 июля 2011 на Wayback Machine